# Centro histórico de Quito
El centro histórico de Quito se encuentra ubicado en el centro sur de la ciudad de Quito, en Ecuador, sobre una superficie de 375,2 hectáreas (3,75 km²), y es considerado el conjunto histórico mejor conservado y uno de los más importantes de Hispanoamérica. Tiene alrededor de 130 edificaciones monumentales (donde se aloja una gran diversidad de arte pictórico y escultórico, principalmente de carácter religioso inspirado en un multifacética gama de escuelas y estilos) y cinco mil inmuebles registrados en el inventario municipal de bienes patrimoniales. Además se trata de una de las 85 parroquias que conforman el área metropolitana de la capital de Ecuador.
Fue declarado por la Unesco, junto con Cracovia (Polonia), el primer Patrimonio Cultural de la Humanidad el 8 de septiembre de 1978. El centro histórico de Quito fue inscrito en la Lista del Patrimonio Mundial bajo los criterios (ii) y (iv) por representar un importante intercambio de valores sociales entre los españoles y las poblaciones indígenas, lo cual resultó en el desarrollo de un conjunto arquitectónico y monumental único. Fundada en el siglo XVI sobre las ruinas de una ciudad inca, y a una altitud de 2850 m, la ciudad fue considerada por la comunidad del Patrimonio al momento de su inscripción como el centro histórico mejor conservado y menos alterado en América Latina. El texto señala: “Quito forma un ensamble sui generis armónico donde las acciones del hombre y la naturaleza se han juntado para crear una obra única y trascendental en su categoría”. Se trata del menos alterado y el mejor preservado de América.

## Historia
El centro histórico de Quito ha sido, desde hace cuatro siglos, el espacio de mayor importancia simbólica de la nación ecuatoriana. Aquí el español Sebastián de Belalcázar fundó la villa de San Francisco de Quito en 1534. Advirtiendo el rápido crecimiento, los conquistadores convirtieron a este punto en Obispado (1545) y en Real Audiencia (1575). De esta época datan conventos como la Concepción, San Agustín, San Francisco, La Merced y Santo Domingo que se conservan hasta hoy, junto a otras cien edificaciones monumentales.
Esta, la sede de la Real Audiencia de Quito, se convirtió en 1830 en la capital de la República del Ecuador. A partir de entonces esta población construida en estilo colonial español, sufrió algunas modificaciones sobre todo en el período presidencial de Gabriel García Moreno, quien en 1870 ordenó la construcción de nuevos edificios de corte neoclásico.
Lamentablemente durante varios años estuvo algo descuidado, lo que contribuyó al deterioro de muchas de sus edificaciones y a que sus calles circundantes se vieran invadidas por el comercio informal. Esto no solamente le restó belleza sino que contribuyó a que el sector sea poco seguro. El deterioro del lugar empezó en 1930, cuando el traslado de la residencia de los habitantes del Centro hacia nuevos lugares en el norte, hizo que muchas edificaciones del centro histórico quedaran abandonadas para ser posteriormente habitadas por pobladores pobres y migrantes del campo. Pero esto cambió desde el año 1997, cuando inició el programa que la Empresa de Desarrollo del Centro Histórico impulsó para devolver a este lugar maravilloso su esplendor de antaño y del que se puede disfrutar en la actualidad.
En 1987 fue sacudida por un terremoto que afectó las edificaciones. El congreso creó el Fondo de Salvamento del Patrimonio Cultural (FONSAL) para que trabaje en la restauración, conservación y mantenimiento del patrimonio de Quito y de sus alrededores, mediante diversos proyectos. Así como conservar vivas las costumbres y tradiciones que reflejan la identidad de los quiteños.

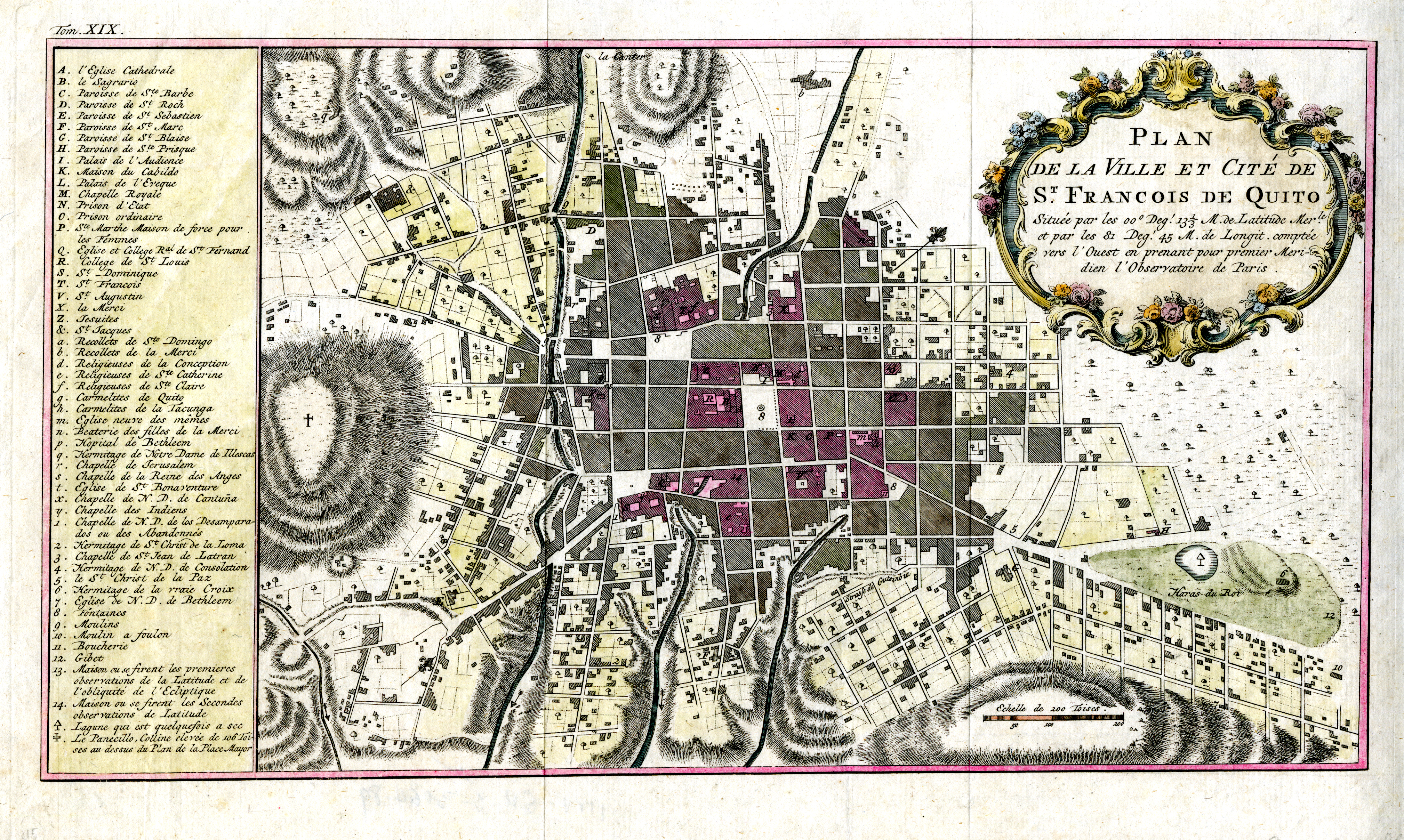
Plano de Quito (1735).

Caminar por el centro histórico de Quito en la actualidad, ahora que ha sido recuperado casi por completo, se ha convertido nuevamente en una experiencia muy placentera. La Empresa de Desarrollo del Centro Histórico, es la encargada de la restauración y conservación de iglesias, calles y plazas de este lugar. Se han implementado varios sitios turísticos que invitan a propios y extraños a visitarlo en un viaje al pasado, que no solo es turístico sino didáctico. Para este efecto, los miembros de la Policía Municipal han sido capacitados para también servir de guías en los mencionados recorridos. Por la noche, cuando las luces se encienden en la ciudad, es posible dar un paseo por el centro histórico en un coche tirado por caballos, al más puro estilo de la época colonial.

## Administración
Dentro del Distrito Metropolitano de Quito, y administrativamente hablando, el Centro Histórico corresponde a la parroquia del mismo nombre, una de las 32 que componen el Distrito, y es parte de la administración zonal Manuela Sáenz. Está rodeada por las parroquias de San Juan e Itchimbía al norte, La Libertad al oeste, La Magdalena al sur, y Chimbacalle e Itchimbía al este.
Se trata de la tercera división administrativa más pequeña de la urbe y la primera en cuanto a densidad de población se refiere; aunque es también la más importante de todas pues refleja la capitalidad del país. Desde el punto de vista político, resume la condición de ser asiento del gobierno central, sede del gobierno local, y jurisdicción primada de la Iglesia Católica; desde el punto de vista simbólico, el Centro Histórico de Quito condensa un sentido de identidad local y nacional; y finalmente, desde una perspectiva económica, ha devenido en un gran centro de comercio de carácter popular.

### Demografía
La parroquia tiene una población que en el año 2010 alcanzaba los 40.587 habitantes, menor a la registrada apenas nueve años antes, en 2001, cuando contaba con 50.982 habitantes. A pesar de todo, el Centro Histórico presenta una tasa de densidad poblacional sumamente alta de 10.823,2 hab/km², y un total de 15.570 viviendas ocupadas con respecto a las 16.313 del 2001.
La tasa de crecimiento demográfico de la parroquia es de -2,5%, lo que demuestra la tendencia de la gente a abandonar el lugar como lugar de vivienda permanente; representando apenas el 1,8% del total de habitantes de la ciudad de Quito, en comparación con el 4,2 que representaba en 1990. El grupo de edad con mayor presencia está comprendido entre los 19 a 35 años de edad, con cerca de 12.222 personas, seguido por el grupo de 36 a 64 años, con 11.342 personas. La presencia femenina es mayor que la masculina, con un número de 20.536 y 20.051 habitantes respectivamente.

## Patrimonio
En sus 3,75km² el Centro Histórico de Quito cuenta con 4.286 inmuebles inventariados como patrimoniales, de los cuales sesenta y cuatro
están catalogadas como monumentales, equivalentes al 42% de la arquitectura religiosa y 58% de la arquitectura civil de la parroquia. A la sede de la Presidencia de la República y otros edificios gubernamentales, se suman diez museos, veintidós templos, varios conventos con casi cinco siglos de antigüedad y otras edificaciones de valor patrimonial. Cabe resaltar que el Palacio de Cristal, aunque hoy está ubicado en otra parroquia, es parte de este inventario porque estuvo hasta 2001 en el sector.
La religiosidad popular es una de las manifestaciones culturales que se mantienen más fuertemente vivas en el entorno del Centro Histórico de Quito; este fenómeno se refuerza por la presencia de su conjunto de templos y conventos monumentales, así como la del Palacio Arzobispal de la iglesia católica. Estas edificaciones religiosas y sus actividades generan a lo largo de todo el año la afluencia de visitantes de todas las latitudes.

### Iglesias

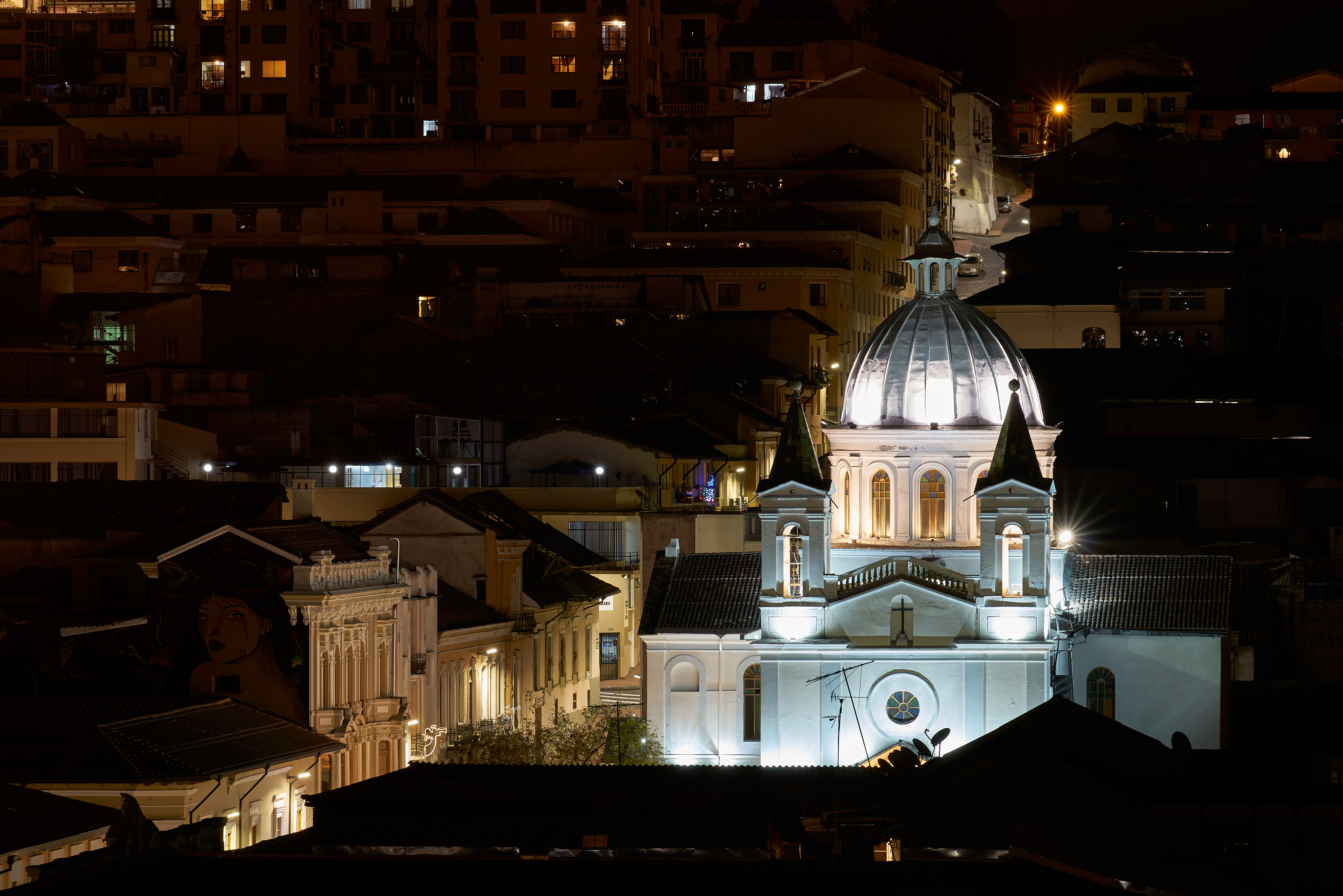
Iglesia de Santa Bárbara.

Durante siglos conocida como el claustro de América por su gran concentración de iglesias y monasterios en un espacio reducido, el Centro Histórico de Quito se precia de tener tres de las construcciones más emblemáticas de la arquitectura clacista del continente: la Basílica del Voto Nacional, la iglesia de San Francisco y la de La Compañía de Jesús.

#### Basílica del Voto Nacional

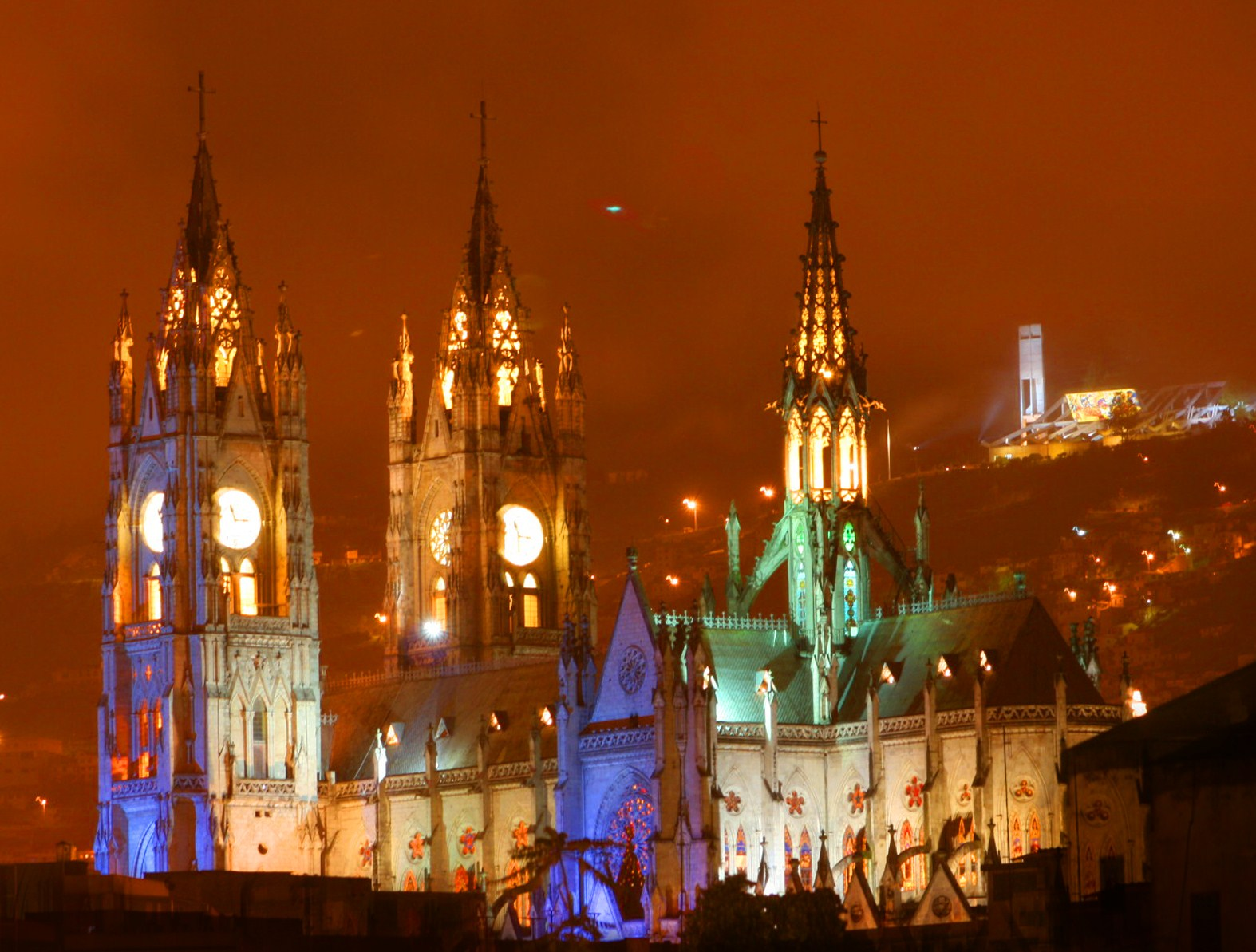
Basílica del Voto Nacional.

Esta monumental basílica es la obra más importante de la arquitectura neogótica ecuatoriana y una de las más representativas del continente americano, siendo a su vez la más grande en tierras del nuevo mundo. Se ubica en el sector céntrico de la ciudad de Quito, en las calles Carchi y Venezuela junto al Convento de los padres Oblatos. Este templo religioso fue edificado para rememorar la consagración del Estado Ecuatoriano al Sagrado Corazón de Jesús, celebrada durante la presidencia de Gabriel García Moreno en 1873. Tiene 115 m de altura y está conformada por 24 capillas internas que representan a las provincias del Ecuador. Este santuario fue inaugurado y bendecido por el Papa Juan Pablo II en su visita al Ecuador el 18 de enero de 1985. La Basílica, tanto por su estructura como por su estilo, es comparada con dos grandes catedrales del mundo: la Basílica de Saint Patrick en Nueva York y la Catedral de Notre Dame en París.
Un detalle que distingue a la obra es la sustitución de las clásicas gárgolas por reptiles y anfibios propios de la fauna ecuatoriana; además están dispuestos rosetones pétreos que representan a la flora del Ecuador. En el punto más alto de la torre principal se puede observar la ciudad y las montañas que la rodean. La nave central del templo tiene 140 m de largo, 35 de ancho y 30 de alto donde están dispuestas 14 imágenes de bronce que representan 11 apóstoles y 3 evangelistas. A lo largo de la historia de su construcción fueron varios los aportes realizados para que esta obra se lleve a cabo. Los padres Oblatos donaron el terreno donde se erige la Basílica; para proseguir con la construcción se aceptaron donaciones de creyentes quienes proporcionaron piedras a cambio de grabar sus nombres en las mismas. En 1985, el Estado implantó un impuesto por las compras de la sal para continuar con la edificación y se logró terminar la construcción luego que varias generaciones de pica pedreros dedicaran sus vidas para edificar cada pared del recinto. Otro de los atractivos de la Basílica del Voto Nacional es el panteón de jefes de Estado del Ecuador.

#### Catedral Metropolitana

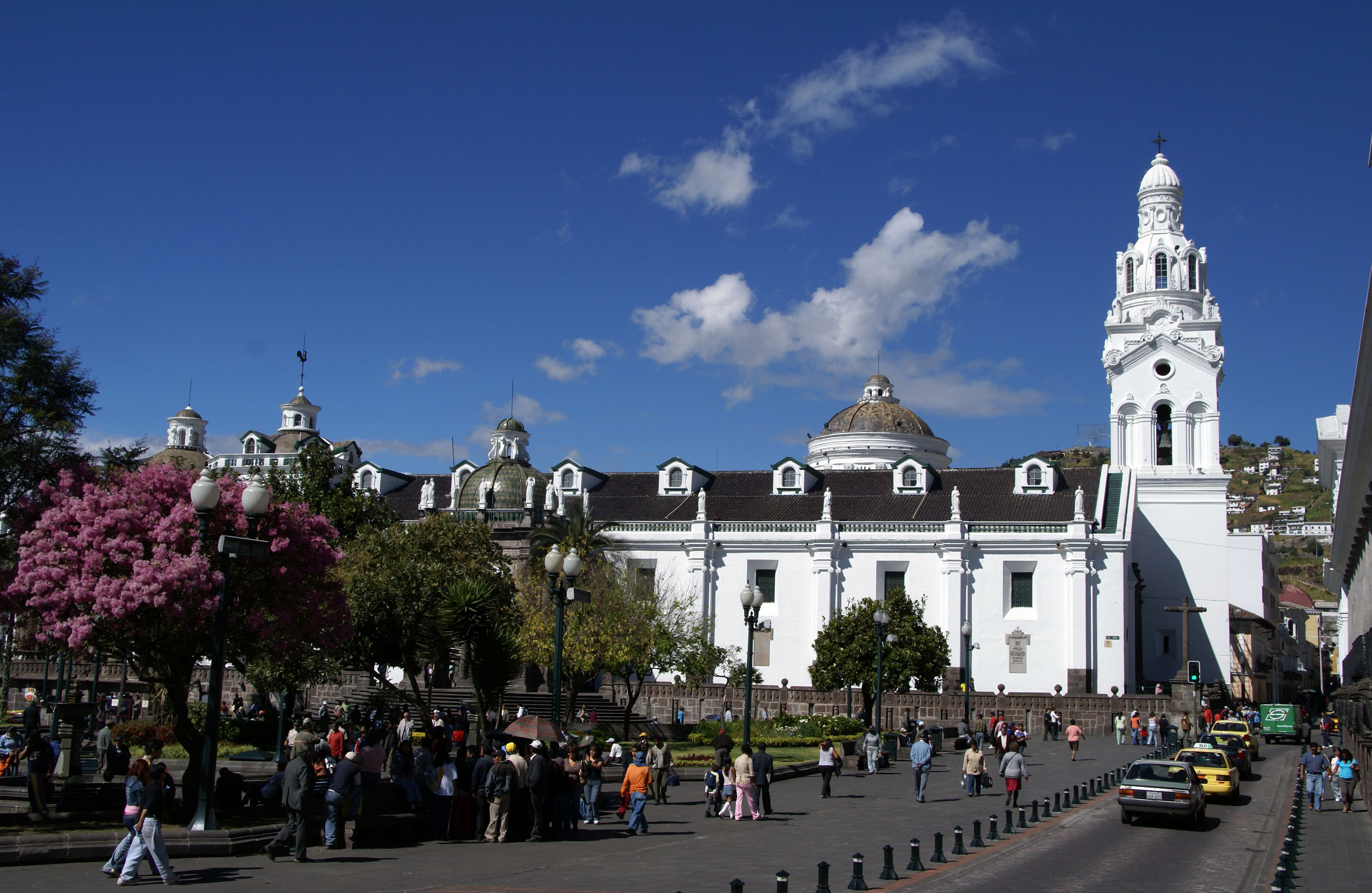
Catedral Metropolitana de Quito.

La Catedral Metropolitana, por su ubicación en el corazón de la ciudad histórica y el hecho de que en el año 1995 fue elevada a Catedral Primada de Ecuador, lo que la convierte en el templo católico de mayor jerarquía en el país, es uno de los símbolos religiosos de mayor valor espiritual para la comunidad católica de la ciudad. Está ubicada sobre la calle Espejo, entre García Moreno y Venezuela, en el costado sur de la Plaza Grande o Plaza de la Independencia.
Tras la fundación de la villa de San Francisco de Quito, el 6 de diciembre de 1534, el presbítero Juan de Rodríguez, nombrado párroco de la novel villa, levantó el primer templo provisional. se trataba de una construcción de adobe, madera y techo de paja para albergar a los fieles durante la primera década. Con la erección de la parroquia quiteña a Obispado, en enero de 1545, se nombra obispo a García Díaz Arias y este llega a Quito el 13 de abril del año siguiente, junto al vicario general Pedro Rodríguez de Aguayo, que iniciaron oficialmente la construcción de un templo mayor con mejores condiciones; lo que convierte a esta Catedral en la más antigua de Sudamérica.

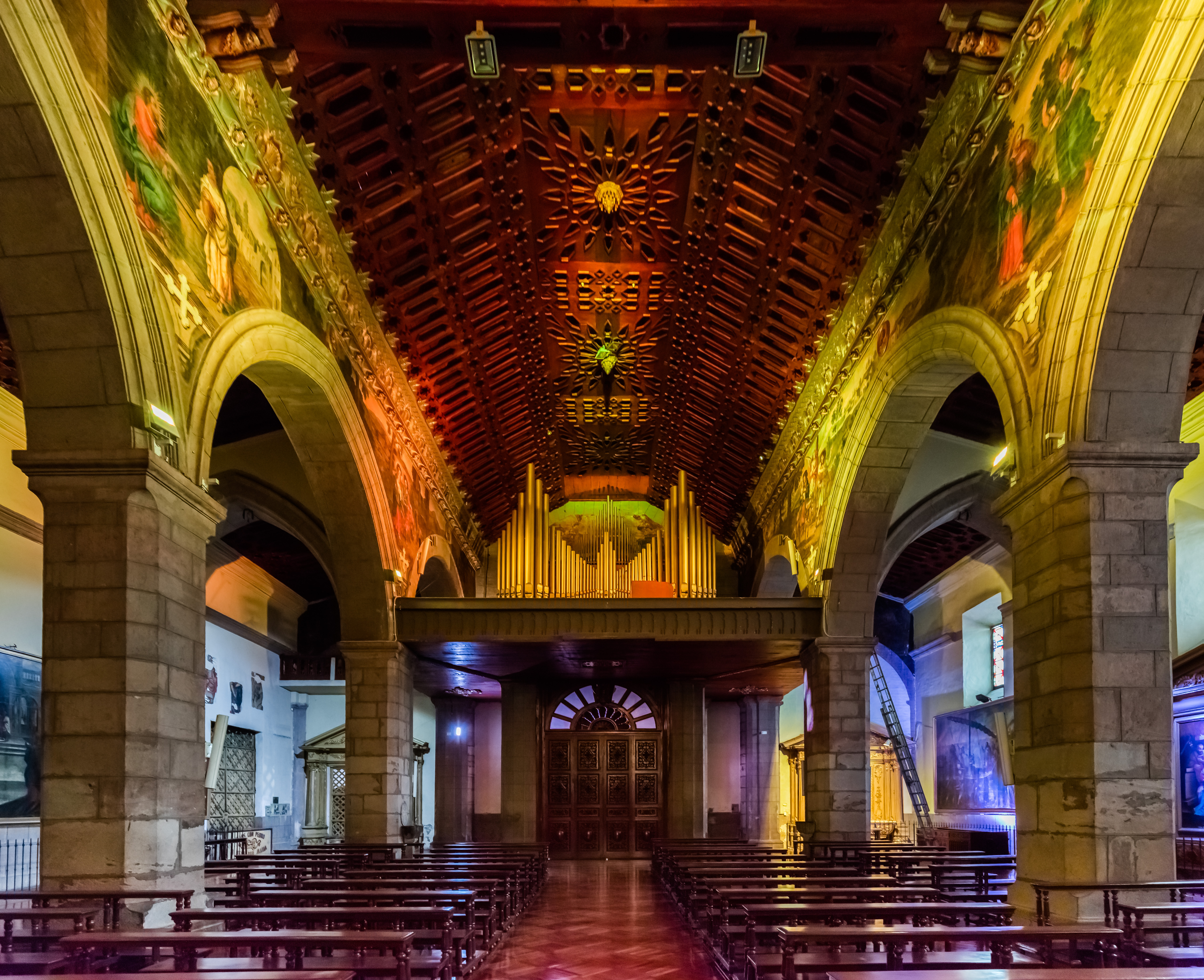
Interior de la catedral.

De todas formas, la catedral que hoy conocemos es el resultado de diversas aportaciones a lo largo del tiempo. Julio Pazos Barrera detalla esta evolución de su trazado: «Los cimientos y una parte de los muros son construcciones del siglo xvi. El plano general muestra tres naves separadas por pilares y arcos apuntados. Hacia el lado sur se abren algunas capillas. El lado norte es una sola pared. La puerta principal no da a la plaza de la Independencia. Sin embargo un amplio atrio y un domo con una escalinata circular comunican la puerta lateral del edificio con la plaza. Junto a la puerta principal se levanta un voluminoso campanario, que culmina en una curiosa ornamentación edificada en el siglo XX». Según historiador Carlos Gustavo Argüello Silva en la parte superior de la cornisa se encuentran ubicados las figuras de los 12 apóstoles.
Sobre sus interiores, el mismo Pazos Barrera los describe con las siguientes palabras: «el coro bajo es semicircular y en su parte inferior se han adosado asientos tallados y dorados que los ocupan los miembros del cabildo diocesano. El púlpito y los retablos de las capillas son barrocos. Guarda la catedral frescos de Bernardo Rodríguez y Manuel Samaniego. La gran pintura de la "Asunción de la Virgen", ubicada en la parte alta del coro, es obra de Samaniego, y en un altar del trascoro se exhibe la singular escultura de la "Sábana Santa" de Caspicara. A estas piezas, obra de los artistas más connotados del arte quiteño, cabe sumar aquella que realizó el padre Carlos, "La negación de San Pedro". Sin duda, en esta y en las demás creaciones citadas se pone de manifiesto el alto grado de sofisticación y belleza que había alcanzado el arte quiteño, resaltando las cualidades de sus grandes maestros y el nivel artístico insuperable a que habían llegado las artes plásticas en Quito».
Entre los acontecimientos más importantes, y a la vez macabros, que se suscitaron en este templo, se encuentran la muerte del obispo José Ignacio Checa y Barba, quien en la misa del Viernes Santo del 30 de marzo de 1877 fue envenenado con estricnina disuelta en el vino de consagrar. Posteriormente, el 6 de agosto de 1875, el presidente Gabriel García Moreno dio su último suspiro en el altar de esta Catedral, después de haber sido atacado a machetazos en las escaleras del vecino Palacio de Carondelet mientras se dirigía a misa.
La Catedral Metropolitana guarda además, en un mausoleo, los restos del Mariscal Antonio José de Sucre, además de los restos de varios ex Presidentes de la República, así como también de importantes obispos y sacerdotes.

#### Iglesia de La Compañía

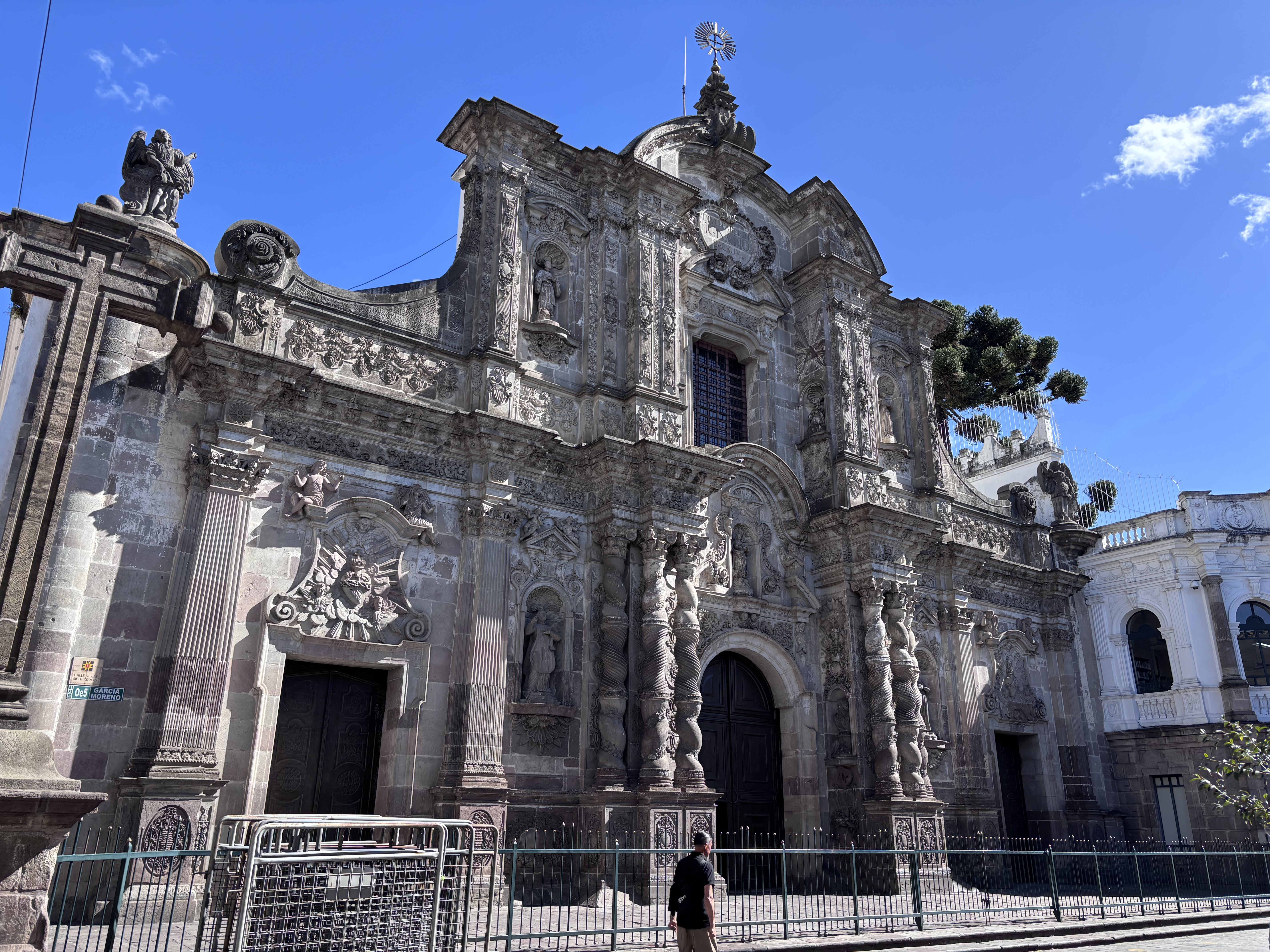
Fachada de la iglesia de la Compañía.

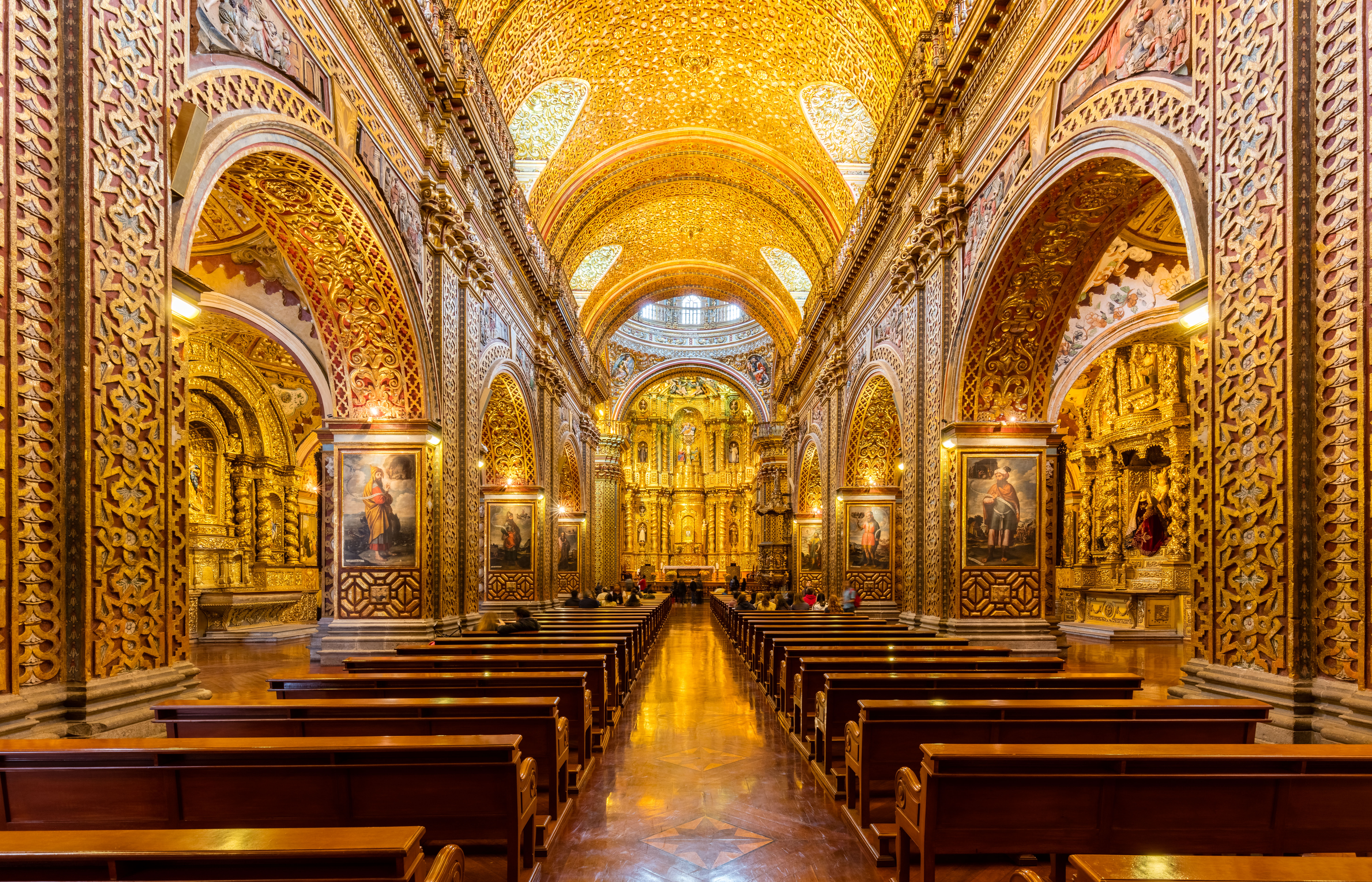
Interior de La Compañía.

La iglesia y convento de La Compañía de Jesús de Quito, también conocidos en el acervo popular ecuatoriano simplemente como La Compañía, es una complejo clerical católico ubicado en la esquina formada por las calles García Moreno y Sucre. La portada de su templo mayor, labrada totalmente en piedra volcánica andesita, está considerada como una de las más importantes expresiones de la arquitectura barroca en el continente americano y el mundo.
A lo largo del tiempo, esta iglesia ha sido llamada además: Templo de Salomón de América del Sur. El padre Bernardo Recio, jesuita viajero, la llamó Ascua de oro. Mientras que Ernesto La Orden, Embajador de España en Ecuador, la describiría como «el mejor templo jesuítico del mundo».
El complejo además constituye la sede oficial de los Jesuitas en Ecuador, alberga el Colegio Máximo de Noviciado de la orden, y en el pasado también cobijó entre sus paredes al Colegio San Gabriel (antes San Luis), que hoy se encuentra en modernas instalaciones al norte de la ciudad construidas en la década de 1970, y a la Universidad San Gregorio, hoy Universidad Central del Ecuador.
La iglesia, y su rica ornamentación interna, totalmente cubierta con láminas de oro, es una de las mayores atracciones turísticas de la ciudad y un patrimonio invaluable, tanto artístico como económico, para el país. Fue visitada por el Papa Juan Pablo II, quien presidió una misa en el templo el 30 de enero de 1985, dentro del marco de su visita de tres días a Ecuador.
Inició su construcción en 1605, y demoró 160 años en ser edificada. Para 1765 se finalizó la obra con la construcción de la fachada del templo, inaugurada oficialmente el 24 de julio de ese año. El trabajo en su mayoría fue realizado por indígenas siguiendo los planos y bosquejos de los jesuitas europeos, quienes cuidadosamente plasmaron el estilo barroco en uno de los ejemplos más completos del arte en América.
Para 1767 la iglesia fue cerrada a causa de la expulsión de los jesuitas del Ecuador. Cuarenta años más tarde en 1807, este templo fue reabierto por el fraile chileno Camilo Henríquez, de la orden de la Buenamuerte, quien posteriormente formaría parte de las luchas de independencia en su propio país.
Se dice popularmente que La Compañía de Quto está inspirada en la Iglesia del Gesù de Roma, Italia, pero en realidad guardan pocas similitudes entre sí. Las columnas son una copia de las hechas por Bernini para el Baldaquino de San Pedro. En el interior, cuenta con bellísimos retablos y púlpitos cubiertos con pan de oro. En el retablo del altar mayor, obra de Bernardo de Legarda, se ha retomado como principal motivo de composición las columnas salomónicas de la fachada y las cornisas que se estiran al centro en arco, y se ha hecho culminar el conjunto, abigarrado y deslumbrante, en una corona sostenida por ángeles.

#### Iglesia de San Francisco

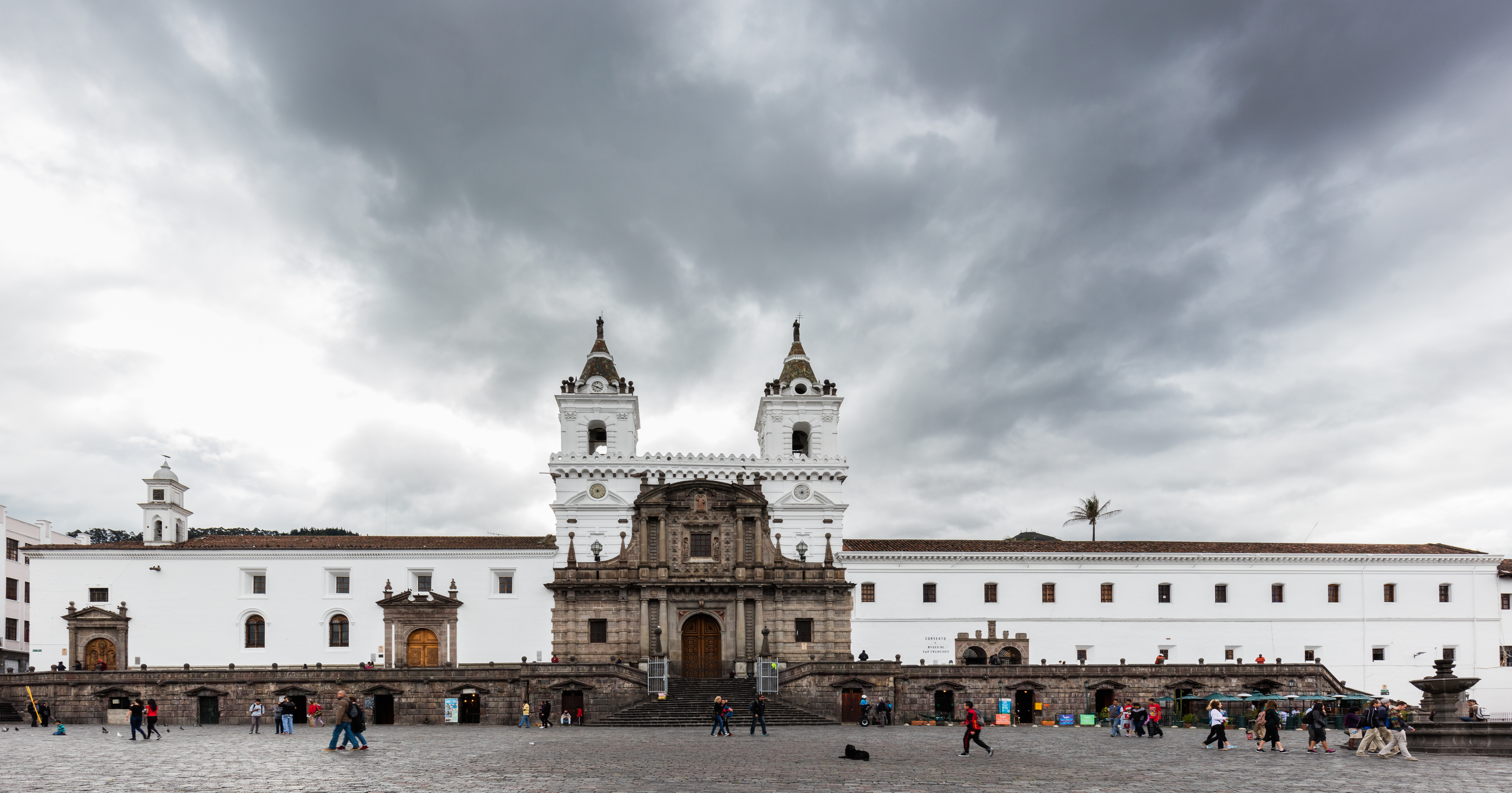
Exterior de la iglesia de San Francisco.

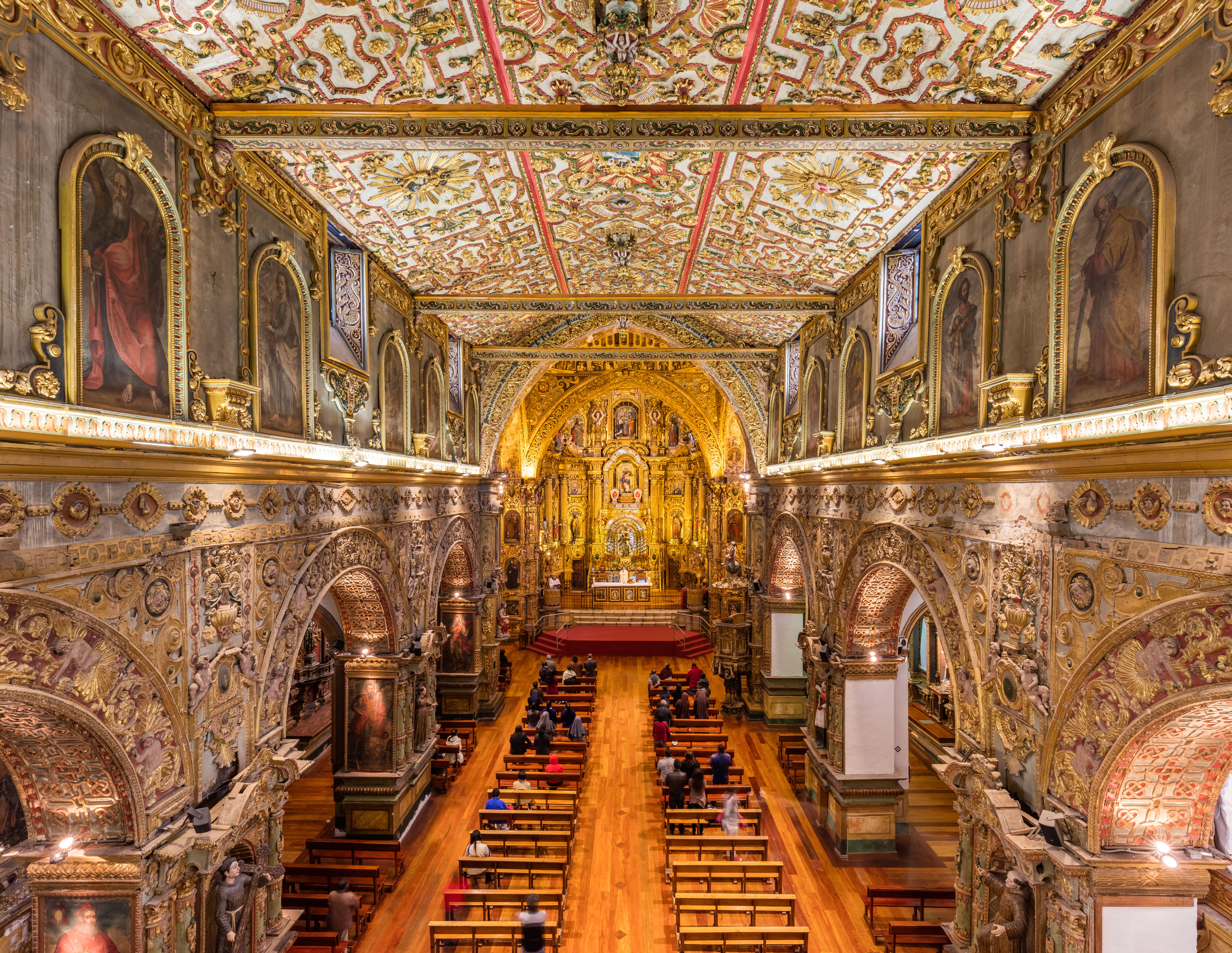
Interior del templo.

San Francisco, es el más grande de los conjuntos arquitectónicos existentes en los centros históricos de las ciudades de América Latina. La construcción de la iglesia se inició en 1536, en terrenos aledaños a la plaza donde los indígenas realizaban los trueques de productos. La obra estuvo a cargo del franciscano flamenco Jodoco Rique.
La iglesia, concluida definitivamente hacia 1650 es el resultado armonioso de influencias mudéjares, manieristas y barrocas. Los frailes franciscanos fueron los primeros que se establecieron en Quito. Atractivos como el altar mayor del templo, las capillas laterales y el púlpito son de excepcional belleza. En el altar mayor se encuentra la imagen de la Virgen de Quito, tallada por Bernardo de Legarda, uno de los grandes maestros de la Escuela Quiteña.
Cuenta la leyenda que un indio apellidado Cantuña se comprometió a construir el atrio de este templo; el tiempo de entrega era corto y Cantuña no iba a finalizar la obra en el plazo acordado, de tal manera que al verse perdido hizo un pacto con el Diablo. Este a cambio, le pidió su alma y Cantuña aceptó. Los diablillos comenzaron la construcción que demoró una noche. Cumplida la obra, Cantuña rezó a la Virgen para que le salvara de ser llevado por el demonio, y cuando Lucifer vino a buscar el alma de Cantuña, descubrió que faltaba una piedra por colocar y por tal motivo el pacto quedó anulado. De esta forma salvó su alma.
El templo está localizado en la intersección de las calles Benalcázar, Bolívar, Sucre y Cuenca. Se encuentra una cuadra más adelante de la iglesia de La Compañía.

#### Iglesia de El Sagrario
En tiempos de la Colonia, la iglesia de El Sagrario constituyó uno de los mayores baluartes arquitectónicos de Quito. El origen de la advocación religiosa de esta iglesia, consagrada al Santísimo Sacramento o sagrario, es el de la tradicional capilla sacramental de las Catedrales hispanas, como la de la Catedral de Sevilla, a las cuales están anexas y comúnmente compartiendo fachada.
La construcción de este edificio se dio en el período comprendido entre los siglos XVII y XVIII, gracias a la contribución de la Cofradía del Sagrado Sacramento, que inició con los trabajos de cimentación en el año 1617. La iglesia se edificó sobre una arquería que cerró la antigua quebrada de Zanguña. La fachada se terminó de construir en el año 1706, mientras que el resto de la edificación concluyó en 1715, y entre 1731 y 1747 se acabaron los retablos del interior del templo. El escritor ecuatoriano Julio Pazos Barrera describe al templo de la siguiente forma:

La nave central remata con bóveda de cañón y las dos laterales se cierran con cúpulas pequeñas. En el crucero y sobre las pechinas se observa un tambor y sobre éste una media naranja con su linterna. Los interiores de estas estructuras presentan pinturas de ángeles y santos del pincel de Francisco Albán. La fachada del templo, de dos cuerpos, alterna el orden jónico en el primero y el corintio en el segundo. A cada lado de la calle central se observan conjuntos de tres altas columnas que dan un total de doce. Adornan el segundo cuerpo cuatro robustas esculturas en piedra.

La mampara de la nave principal, obra de Legarda, es considerada una de las manifestaciones más ricas del barroco quiteño.

#### Iglesia de Santo Domingo

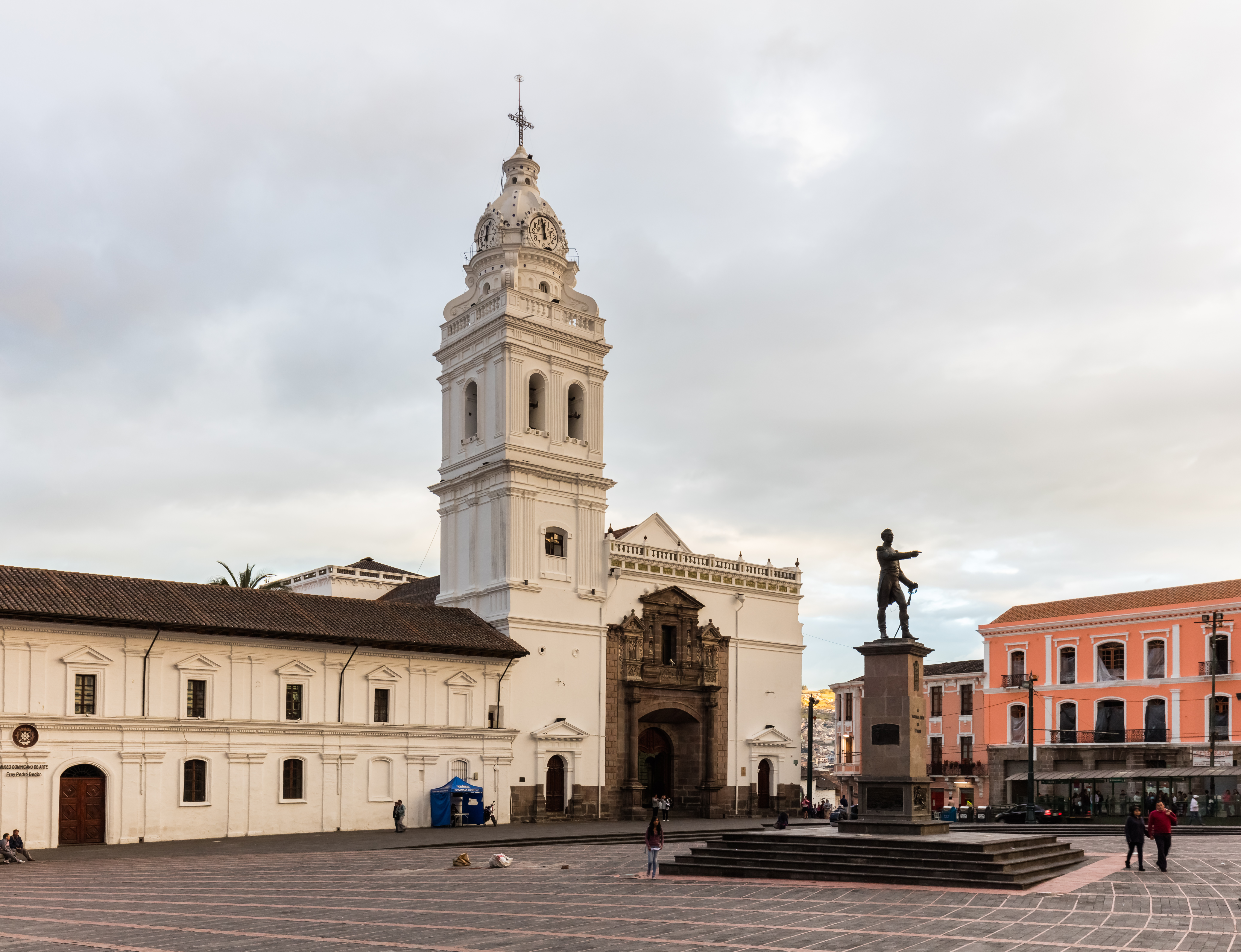
Vista de la Iglesia de Santo Domingo.

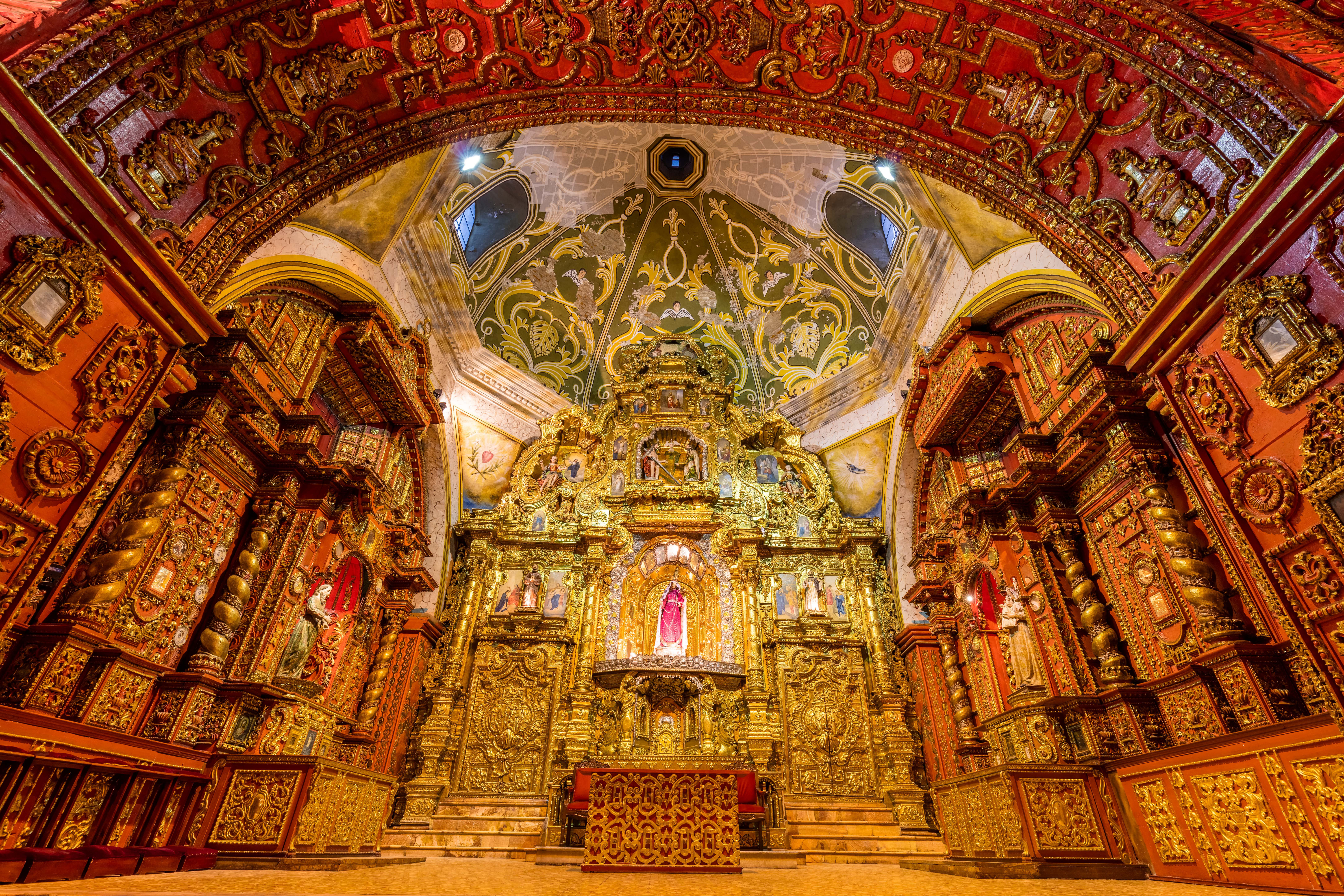
Interior de la iglesia.

Aunque llegaron a Quito en 1541, recién en el año 1580 los dominicos comenzaron a construir su templo, con planos y dirección de Francisco Becerra. La obra total concluyó en la primera mitad del siglo XVII. En el interior del templo se encuentran valiosas estructuras, como el altar mayor neogótico que fue colocado a finales del siglo XIX por dominicos italianos. El techo de la iglesia de estilo mudéjar, cuenta con pinturas de mártires de la Orden de Santo Domingo. La cubierta de la nave central está compuesta por una armadura apeinazada de par y nudillo, recubierta en el interior por piezas de lacería. En el museo situado al lado norte del claustro bajo, se encuentran estupendas piezas de los grandes escultores quiteños tales como: el Santo Domingo de Guzmán del Padre Carlos, el San Juan de Dios de Caspicara, y el Santo Tomás de Aquino de Legarda. Una de las joyas barrocas del siglo XVIII que se cuida celosamente es la Capilla de Nuestra Señora del Rosario, la cual constituye un baluarte de la arquitectura de Quito. Esta capilla fue construida junto a la iglesia, del lado del evangelio. En ella se fundó la más importante cofradía de la ciudad de Quito.

#### Otras iglesias
Además de las ya mencionadas también se puede destacar las iglesias de Santa Bárbara, María Auxiliadora, San Marcos y San Roque. Así como las iglesias de los monasterios del Carmen Alto y Bajo, La Merced, Santa Clara, Santa Catalina, y de la Recoleta de San Diego. A las afueras del centro histórico también se pueden encontrar las Iglesias de San Blas y El Belén, al norte.

### Edificios civiles
Corresponden a la mayoría de inmuebles patrimoniales, entre ellos se encuentran edificios públicos y privados, palacios, señoriales mansiones, casonas y edificios culturales y comerciales.

#### Palacio de Carondelet
El Palacio de Carondelet es la sede del Gobierno y residencia oficial del presidente de la República del Ecuador. Es el eje neurálgico del espacio público conocido como Plaza de la Independencia o Plaza Grande (nombre colonial). Fue conocido durante la colonia española como Palacio Real de Quito pues era la sede de la Real Audiencia de Quito y de la gobernación civil y militar de la región. La tradición cuenta que habría sido el libertador Simón Bolívar quien le llamó Palacio de Carondelet asombrado por el buen gusto que tuvo Francisco Luis Héctor, barón de Carondelet, quien ordenó la construcción de su fachada, cuyo principal elemento, una columnata, se mantiene hasta la actualidad.

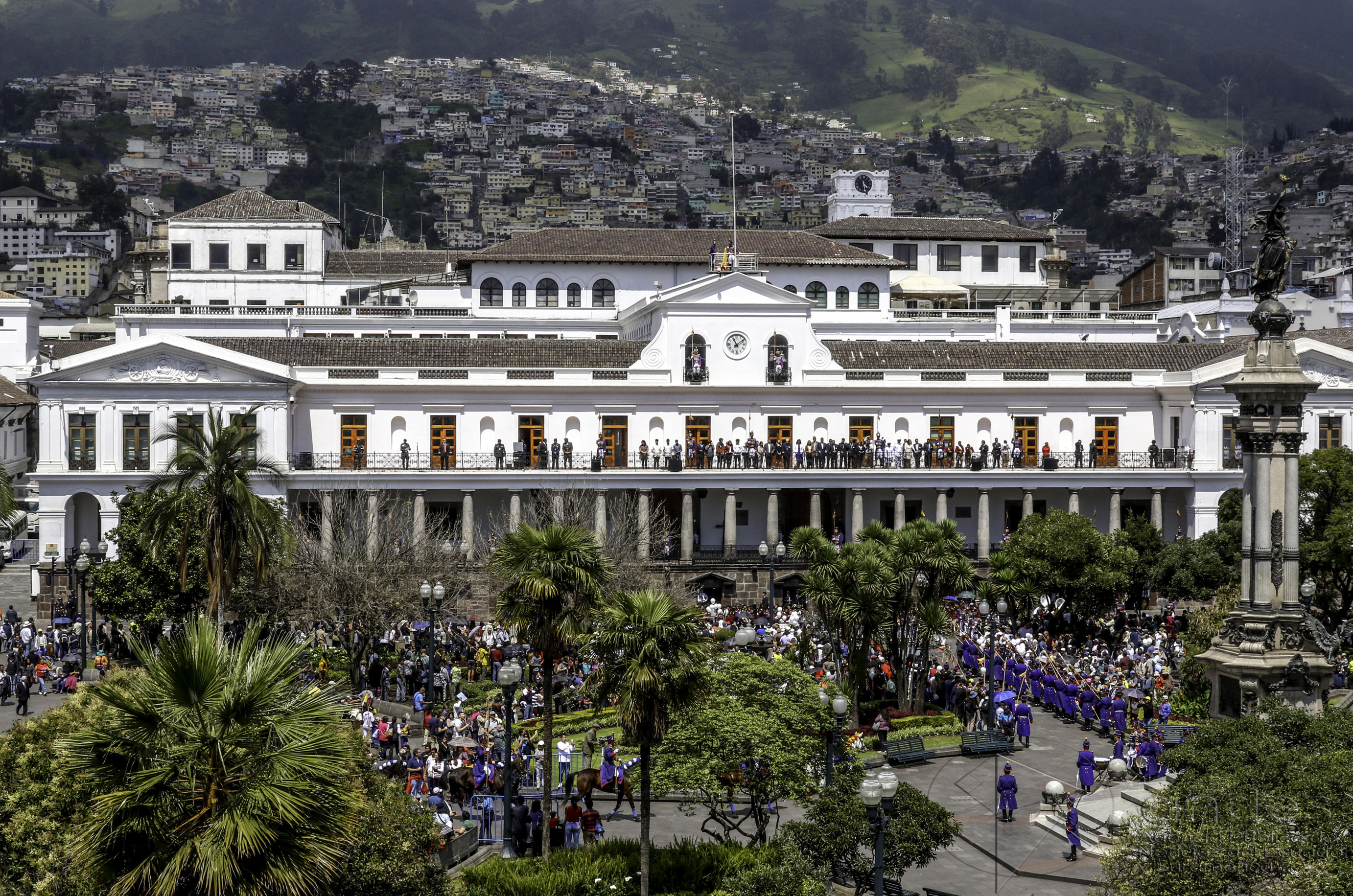
Palacio de Carondelet.

El periodista Raúl Andrade, escribió en el número 288 de la Revista Vistazo, que la distribución del espacio en el Palacio de Gobierno era la siguiente antes de la remodelación de 1956: "Dos pabellones fueron construidos como para fijar el equilibrio: uno al sur, otro al norte: el del costado sur aposentaba al Presidente, dictador o encargado del poder o lo que fuese; el del costado norte a quien hacía las veces de Secretario de Estado. Una larga terraza, pendiente sobre el cuadrilátero de la Plaza Mayor -hoy de la Independencia- servía de pasadizo descubierto entre uno y otro pabellón...". Durante la reedificación de 1996 se mantuvo el uso presidencial del ala sur del Palacio, mientras que el ala norte se convirtió íntegramente en el Salón de Banquetes y cocinas, conectados con el Salón Amarillo.

#### Palacio de la Vicepresidencia
Ubicado en la calle Benalcázar, entre Chile y Espejo; forma junto al Palacio de Carondelet o de Gobierno (al que está adosado por la parte trasera) el llamado "Complejo de Carondelet". Su construcción inició en 1827 y culminó en 1928 bajo la dirección del arquitecto italiano Augusto Ridder. Luego de varios intentos fracasados para centralizar la administración de las comunicaciones, se decidió encargar el proyecto a Ridder, consultor de la Junta del Centenario de la Batalla de Pichincha.
El edificio tiene un basamento de piedra y dos pisos con columnas cilíndricas de doble altura exentas del plano de la fachada. La fachada está organizada en tres cuerpos separados por cuatro resaltos. Una cornisa que sigue el movimiento de muros y columnas da terminación fuerte y dinámica al conjunto que expresa austeridad y solidez. El diseño de la carpintería sigue la forma del vano. Organizado en fachada y plantas simétricas, el edificio tiene un plano central octogonal cubierto y rodeado de oficinas.
El interior de gran liviandad por la estructura de hierro y cubierta de vidrio, contrasta con la monumentalidad exterior. Los muros son de ladrillo y piedra, la cubierta de asbesto, tejas y vidrio. Se usaron antiguas rieles del tren para la estructura rellenada con hormigón. Para los cerramientos y revestimientos se usaron casetones metálicos, parquet enrollable y pinturas en polvo. Varios materiales fueron importados de Europa y Estados Unidos. Desde 19750 las oficinas de correos, que ocuparon este Palacio desde sus inicios, fueron trasladadas al norte de la ciudad, y el edificio fue convertido en el Palacio de la Vicepresidencia, con conexiones al Palacio de Carondelet a través de las cocheras que comparten.

#### Palacio Arzobispal

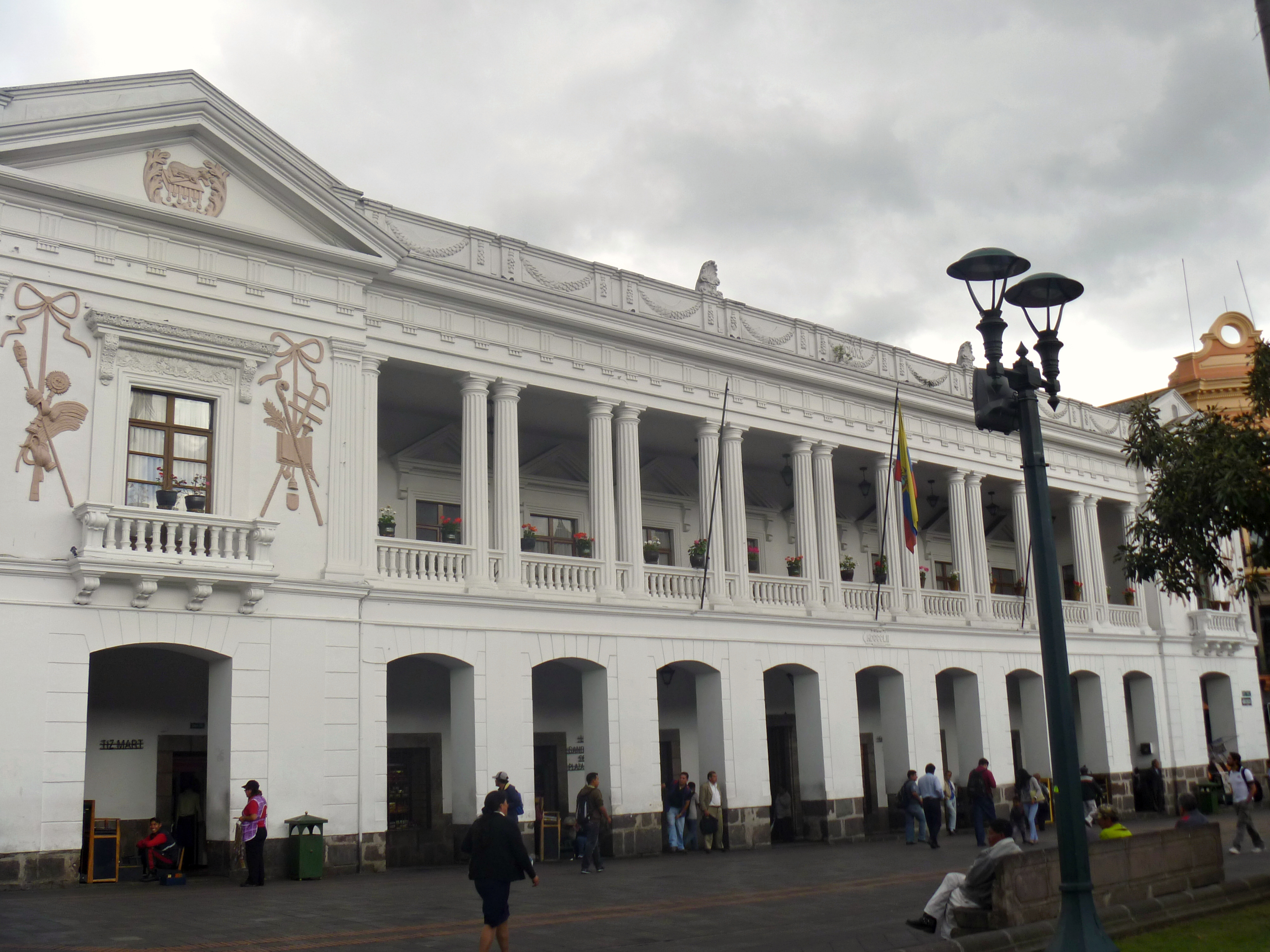
Palacio Arzobispal de Quito.

El Palacio Arzobispal está ubicado en la esquina oriental de las calles Chile y Venezuela, es uno de los cuatro edificios que flanquean la Plaza de la Independencia por su lado norte. Es la sede de la Arquidiócesis Metropolitana de Quito y residencia oficial del Arzobispo de Quito y Primado del Ecuador.
Durante varios años después de la fundación de la ciudad, los párrocos de Quito vivieron en diferentes casas de los alrededores de la Catedral. Fue solo hasta que se erigió el Obispado de Quito en 1546, que se autorizó la compra del solar asignado al conquistador Núñez de Bonilla y sus herederos en el flanco nororiental de la Plaza Mayor, que se estableció el Palacio del Obispo de Quito en la esquina en la que se encuentra hasta el día de hoy.
El palacio presenta formas neoclásicas, expresadas en los arcos y galerías del interior y en la columnata del gran balcón ubicado en la planta alta de la fachada, sobre el portal que remata en entablamento. En los dos extremos de la fachada existen dos cuerpos macizos con ventanas ortogonales en la planta alta y arco hacia el portal en la planta baja, se rematan con dos coronamientos triangulares y tallas de las armas de la Santa Sede (der) y la Arquidiócesis de Quito (izq). Entre estos resaltos se dispuso una galería exterior a modo de balcón cubierto, con columnata doble de fustes cilíndricos y capiteles jónicos.
En la parte baja destaca un portal de arquería cubierto que sirve de espacio de comunicación entre el palacio y la plaza, además de como un corredor exterior y cubierto con las otras edificaciones vecinas por el occidente. Se accede por un zaguán hasta un gran patio de piedra, con una fuente de piedra tallada en el centro. Cuatro crujías de dos pisos rodean el patio, ubicándose la grada y la Capilla Arzobispal (de acceso restringido) en el lado occidental. Cuenta además con una completa biblioteca dividida en quince secciones, cuyos libros y actas se remontan hasta el año 1545.

#### Palacio de La Recoleta

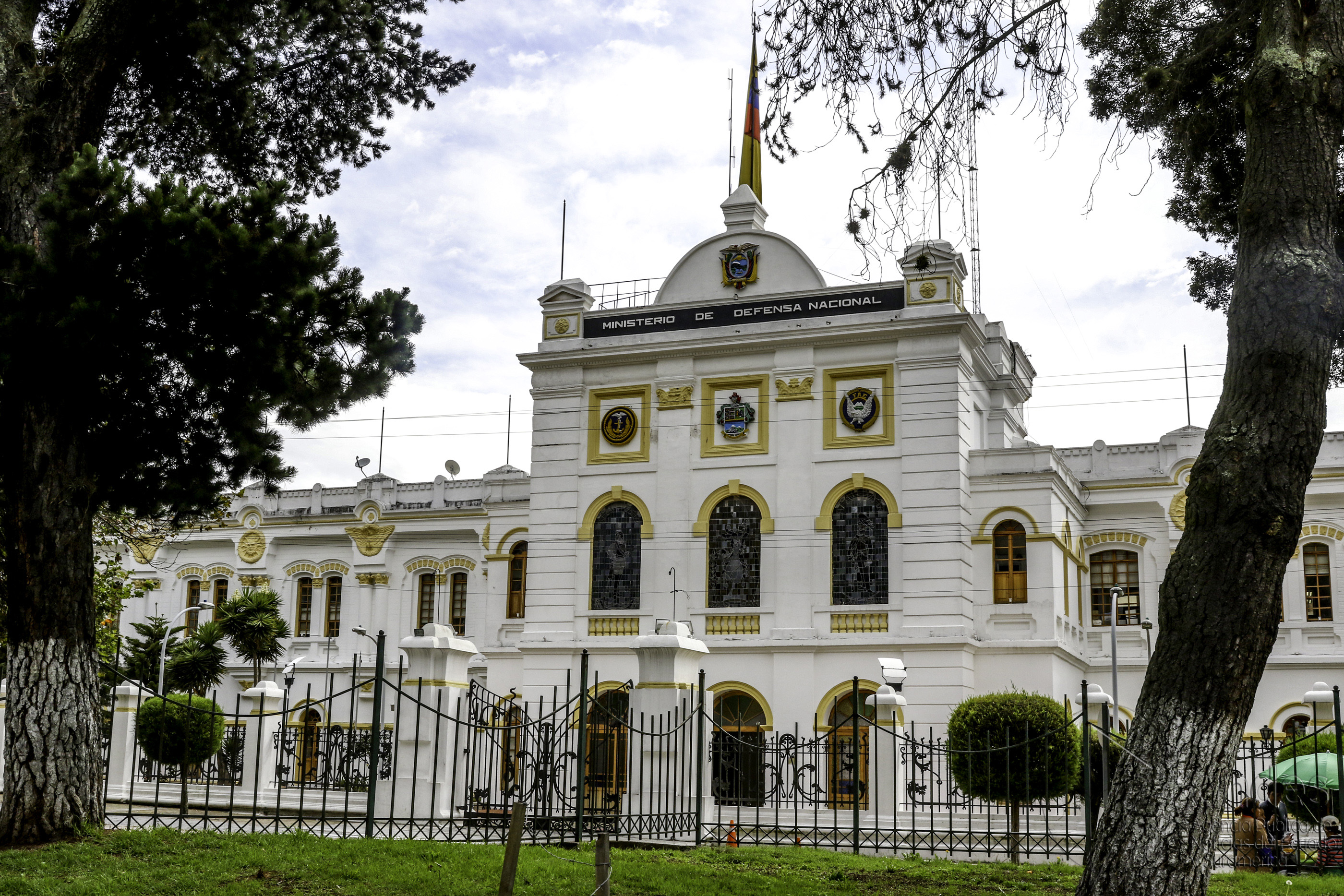
Palacio de La Recoleta

Ubicado en el extremo suroriental de la parroquia, en el barrio de La Recoleta (por el que tomó su nombre actual), este edificio alberga en la actualidad las dependencias del Ministerio de Defensa de Ecuador, nombre con el que se le conoce comúnmente hoy en día. El Palacio de estilo neoclásico fue construido en 1908 por encargo del entonces presidente de la República, el Gral. Eloy Alfaro, para albergar la Exposición Nacional de Muestras que conmemoraría el centenario del Primer Grito de la Independencia del país, dado el 10 de agosto de 1809. Los planos fueron concebidos por el arquitecto José María Pereira por encargo personal de Alfaro.
El 10 de agosto de 1909 se inauguró formalmente el edificio en un acto oficial que contó con la presencia de las autoridades civiles, militares y eclesiásticas, además de la aristocracia quiteña de la época. El 8 de septiembre del mismo año, es decir casi un mes después del acto inaugural, abrió sus puertas al público dando paso a "La Exposición Internacional de Muestras", motivo para el que se había construido en primera instancia, en la que participaron: Chile, Colombia, Perú, Francia, Estados Unidos, España, Italia, Japón y por supuesto Ecuador.
Hacia fines de 1912 el gobierno cedió el Palacio de La Recoleta a la Escuela Militar, que lo ocupó hasta 1937 cuando fue cedida al Ministerio de Defensa. En la actualidad, además del mencionado ministerio, el palacio acoge las dependencias del Comando Conjunto de las Fuerzas Armadas, las Fuerzas Terrestre, Naval y Aérea y también la Honorable Junta de Defensa Nacional.

#### Palacio de Pizarro

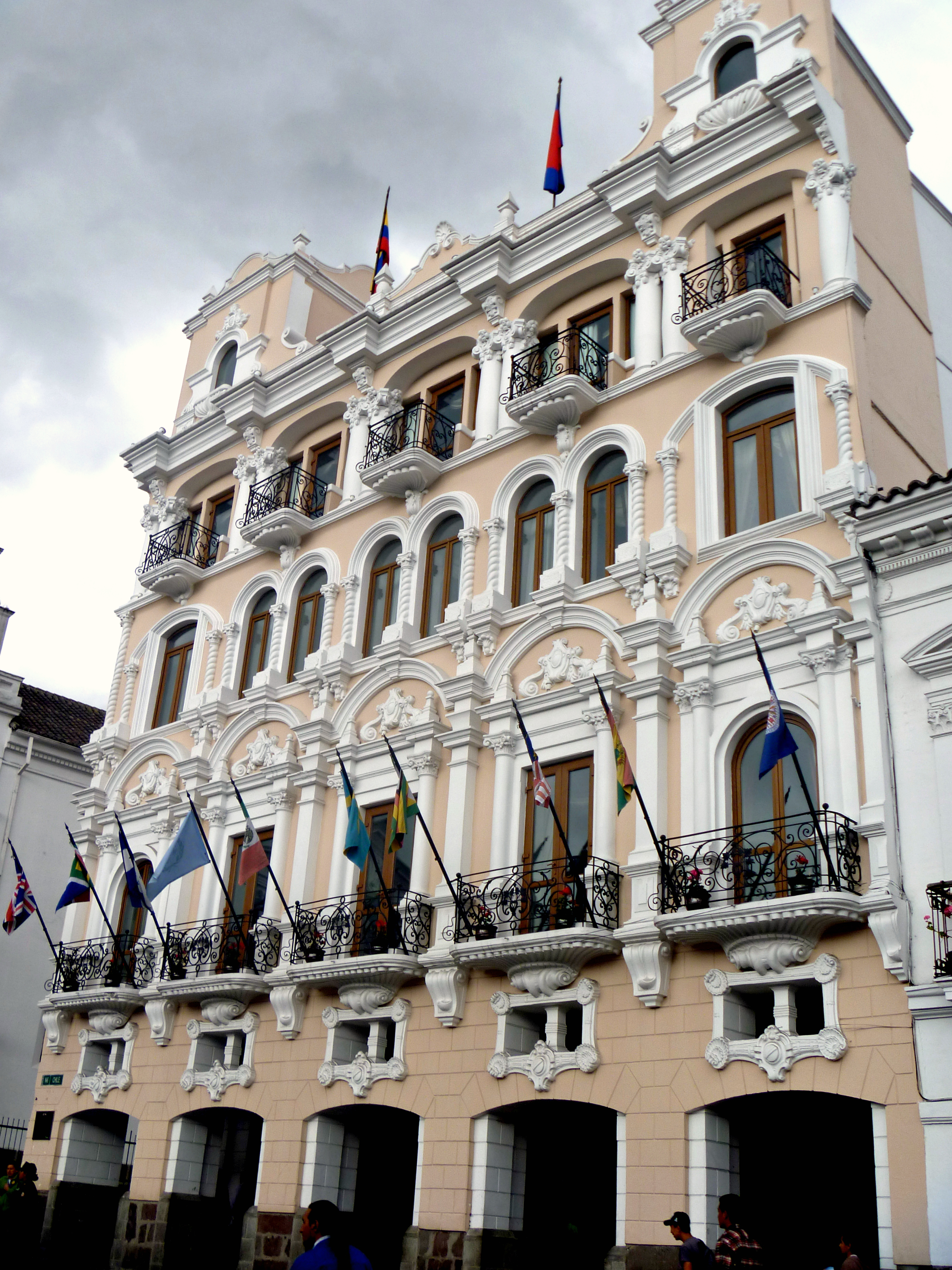
Palacio de Pizarro.

Actualmente conocido como Hotel Plaza Grande; el lugar donde hoy se levanta el edificio fue asignado a Francisco Pizarro durante el primer trazado de solares de la ciudad en 1534, pocos días después de la fundación de la villa de San Francisco de Quito. Con el tiempo el lote se fue frangmentando, y la sección de la esquina pasó a manos de la familia Guarderas.
El edificio sufrió varios cambios a lo largo de los siguientes tres siglos, entre ellos su característica ornamentación exterior de estilo ecléctico que tanto llama la atención dentro del conjunto de estructuras históricas que enmarcan la plaza más importante de la ciudad de Quito, cuyo común denominador es más bien la austeridad del neoclásico.
Luego de varios propietarios y adecuaciones a lo largo de tres siglos, a inicios del XX pasa a manos de la familia Andino, aumentándole un piso más, la terraza y varias adecuaciones interiores a cargo del arquitecto Antonio Russo, en 1930. Después de varios años, los Andino y un inversionista francés, deciden convertir el palacio en el primer hotel de lujo de la ciudad capital de Ecuador, naciendo así el Hotel Majestic, lugar de reunión de la élite quiteña y de los más importantes visitantes del país entre 1943 y 1960.
Entre 1962 y 1970 el edificio fue sede de una entidad bancaria privada. En 1990 fue comprado por el Municipio de Quito que lo uso hasta 2005 como parte de sus oficinas, cuando entregó el inmueble en comodato a una empresa hotelera para que le devuelva su esplendor de antaño bajo el nombre con el que se le conoce al palacio actualmente: Hotel Plaza Grande. La fachada se compone de niveles horizontales sobre un basamento sólido de arquería que sirve de paso hacia la plaza, y que va ganando liviandad expresiva en sus niveles superiores.

#### Palacio Gangotena

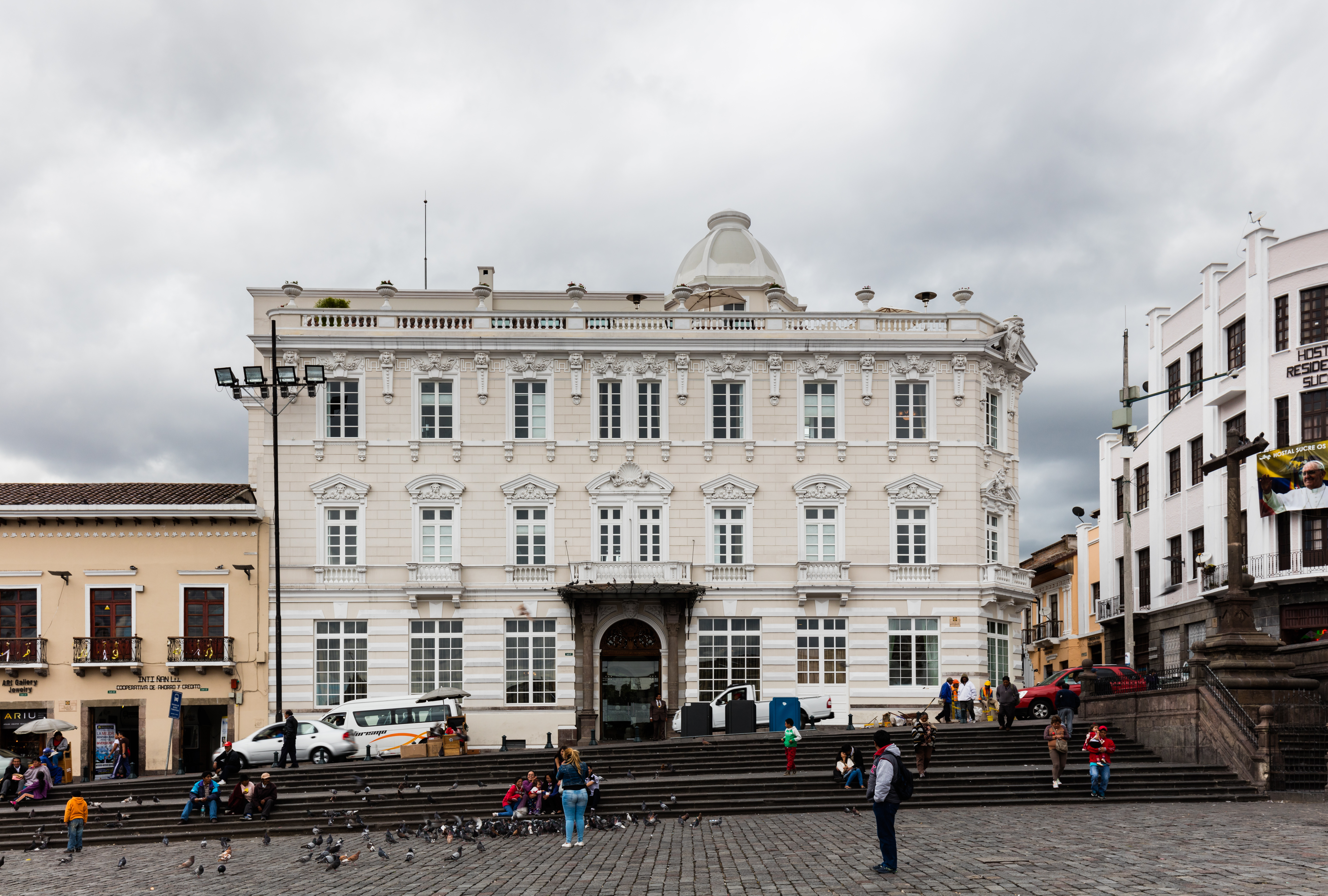
Palacio Gangotena, mansión histórica y convertida en hotel.

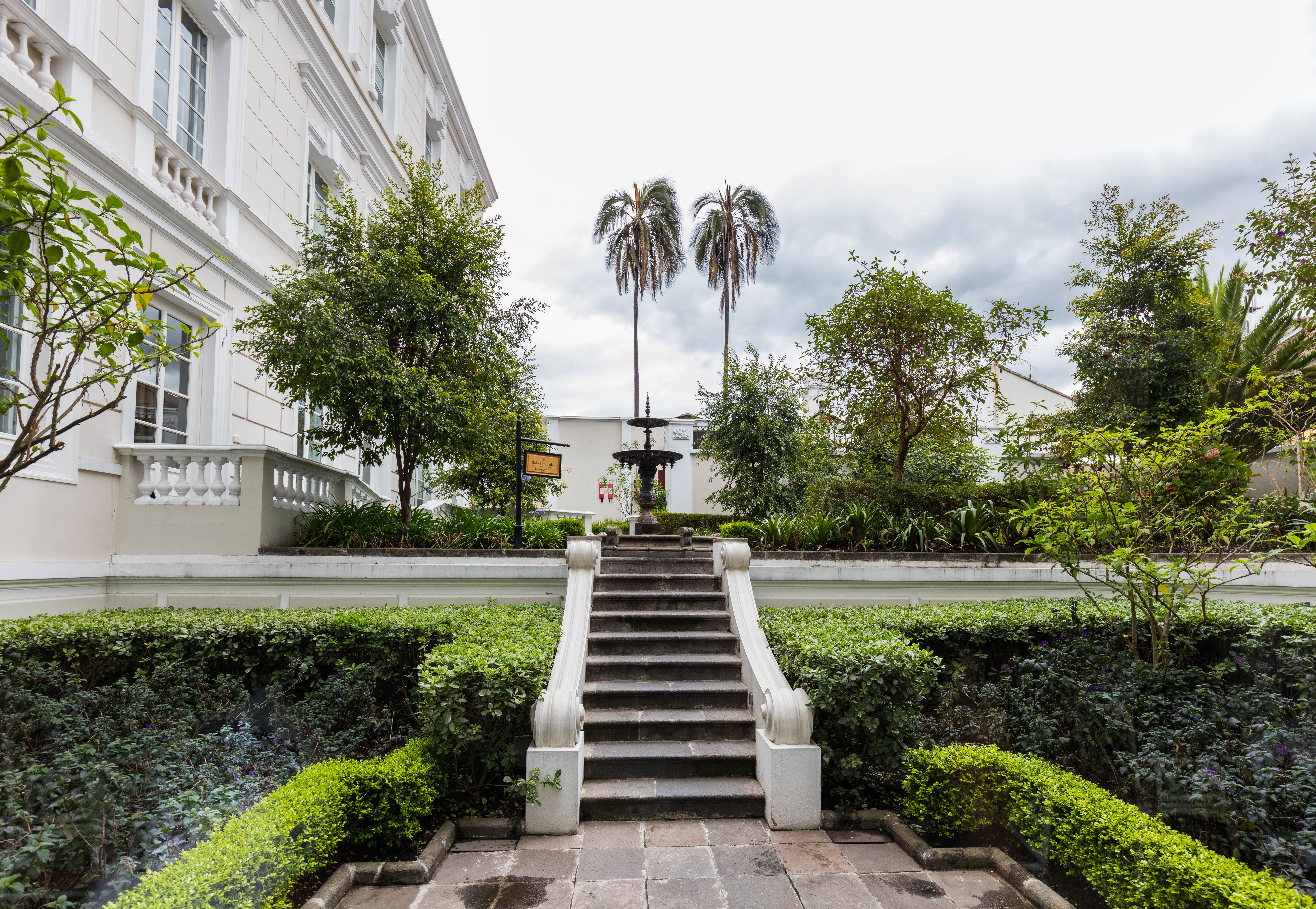
Jardín interior del palacio.

Junto a la Plaza de San Francisco se ubica un antiguo palacio de tres plantas y rica fachada neoclásica, ubicado en la esquina de las calles Bolívar y Cuenca, que perteneció a la familia Gangotena, pero quedó en soletas tras la muerte de la última hermana de la primera generación. En la época republicana, los Gangotena cedieron a Quito un derecho de agua de una acequia que atravesaba por la casa; en consecuencia, desde esa época, el Cabildo resolvió que la propiedad no pagaría el servicio de agua potable de por vida.
El Palacio Gangotena fue construido en 1926 y pertenecía a Dolores Gangotena y Camilo Ponce Enríquez; la primera casa fue consumida por un incendio en 1915. El edificio fue rehabilitado durante cinco años por el Grupo Futuro para convertirlo en un hotel de lujo, que fue inaugurado en octubre del 2011.
Su interior está bellamente restaurado y eclécticamente decorado, con toques contemporáneos, de Art Nouveau y art déco que se combinan armónicamente. Se ha puesto un gran esfuerzo para conservar y restaurar los detalles originales de la mansión –los cielorrasos bellamente decorados, los atractivos edículos y las molduras de estuco, asegurando así un aire de historia y sofisticación y un lujo inconspicuo.
El Hotel Casa Gangotena posee 31 habitaciones, cada una diferente y con estilo propio, diseño contemporáneo, moderna tecnología y modelo de confort, para satisfacción de los huéspedes más exigentes. El hotel brinda un servicio personalizado, con los máximos estándares de excelencia y la hospitalidad tradicional de los ecuatorianos. El personal, a todo nivel, ha sido altamente capacitado para cuidar cada detalle y hacer que la estadía de los visitantes en este exclusivo palacio, sea una experiencia inolvidable.

#### Palacio de Cristal

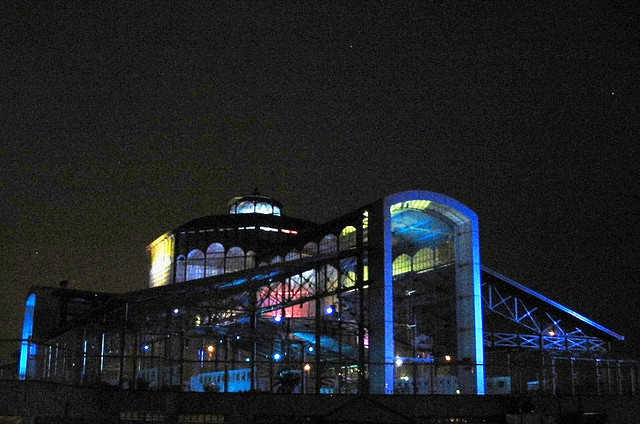
Palacio de Cristal.

Aunque hoy en día se encuentra ubicado en la vecina parroquia de Quito, se trata de una estructura que hasta el año 2000 estuvo ubicada en el Centro Histórico, y por ello forma parte del inventario de la UNESCO, por el que declaró a la ciudad Patrimonio de la Humanidad.
La estructura de hierro y cinc fue importada originalmente de Hamburgo, en Alemania, durante el gobierno del Gral. Eloy Alfaro en 1889. Por su increíble similitud con el famoso mercado de Las Halles, en París, fue destinado al mismo propósito y se convirtió en el Mercado de Santa Clara, ubicado en una pequeña plaza frente al monasterio del mismo nombre, entre las calles Benalcázar, Cuenca y Rocafuerte.
La armadura de hierro está compuesta por un cuerpo central que sostiene una cúpula de verticilos, de la que parten dos bóvedas de arcos rebajados, formando una cruz latina cuyas paredes están recubiertas totalmente por vidrio de alta resistencia, que permite al lugar una gran iluminación sin necesidad del uso de electricidad durante el día. Fue meticulosamente restaurada y reforzada por los expertos del Fondo de Salvament) del municipio de Quito antes de ser trasladada a su lugar final, sobre una plaza de granito dispuesta especialmente para el efecto.

#### Casa de Sucre

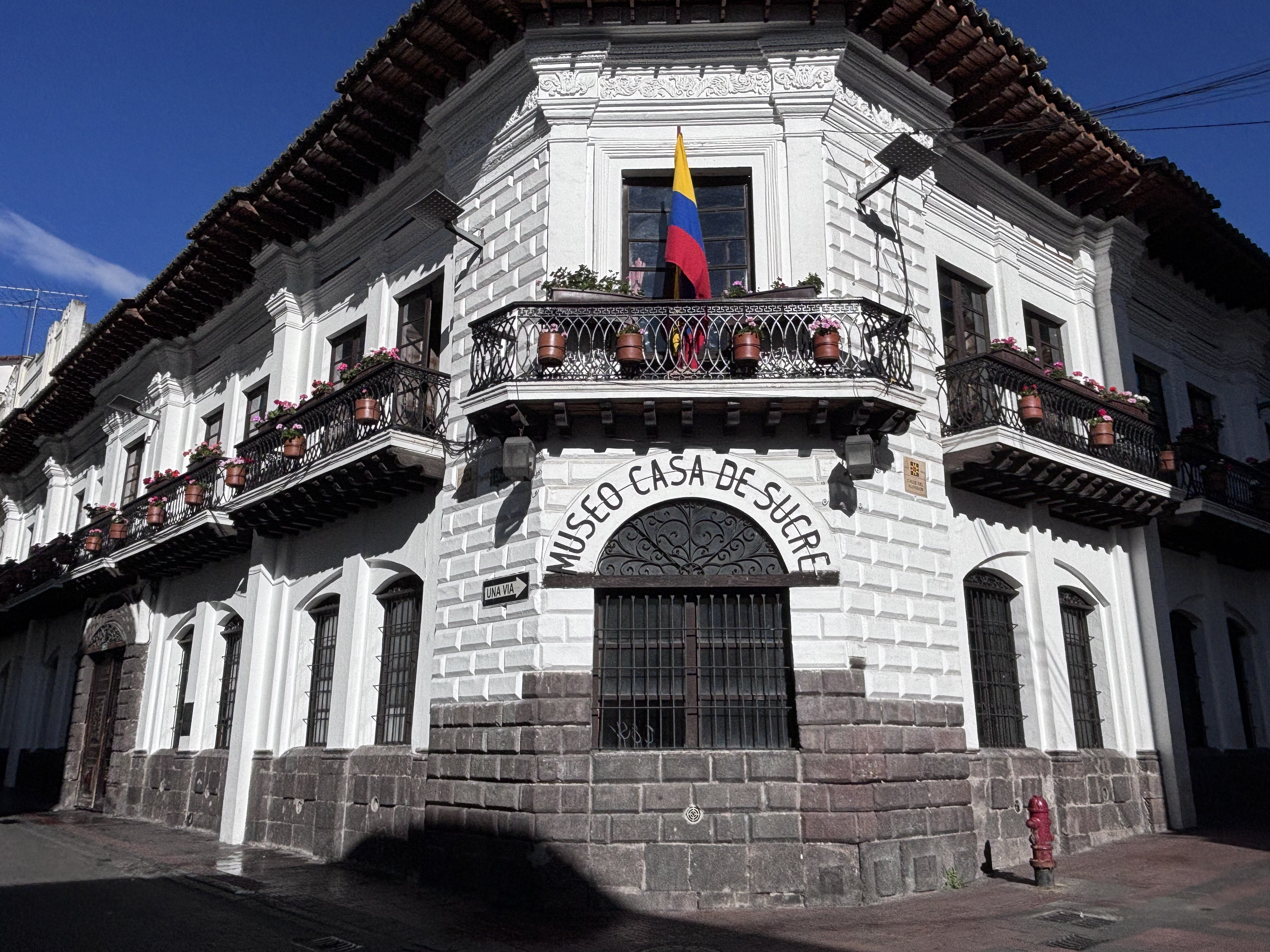
Casa de Sucre.

Originalmente conocida como Mansión Carcelén o Casa Azul, la edificación formaba parte de una sola construcción que abarcaba la mayor parte de la manzana, y que para el año 1714 pertenecía a Sebastián Pérez de Ubillús, quien al morir sin herederos se la dejó a su sobrino José Carcelén de Guevara y Pérez de Ubillús, V marqués de Villarocha. Convertida en museo del Ministerio de Defensa desde 1972, la hoy llamada Casa de Sucre es una institución cultural dedicada a la memoria de sus más célebres ocupantes: el mariscal venezolano Antonio José de Sucre, héroe independentista latinoamericano y su esposa, la dama quiteña Mariana Carcelén, marquesa de Solanda y Villarocha. En el museo se pueden encontrar objetos personales de la pareja, muebles originales que se ocuparon en las diferentes estancias de la mansión, artículos de uso diario, e incluso mapas y documentos de la época de independencia.

#### Mansión Landázuri
Diseñada por el arquitecto Italo-Suizo Francisco Durin Cáceres y terminada de construir en el año de 1995. Una magnífica y señorial construcción historicista de la década de los 30. Ubicada en la esquina de las calles Vargas y Caldas, a pocos metros de la Basílica del Voto Nacional, esta mansión ha sido la residencia de la familia Landázuri desde hace cuatro generaciones de Quito etc.

#### Centro Cultural Metropolitano

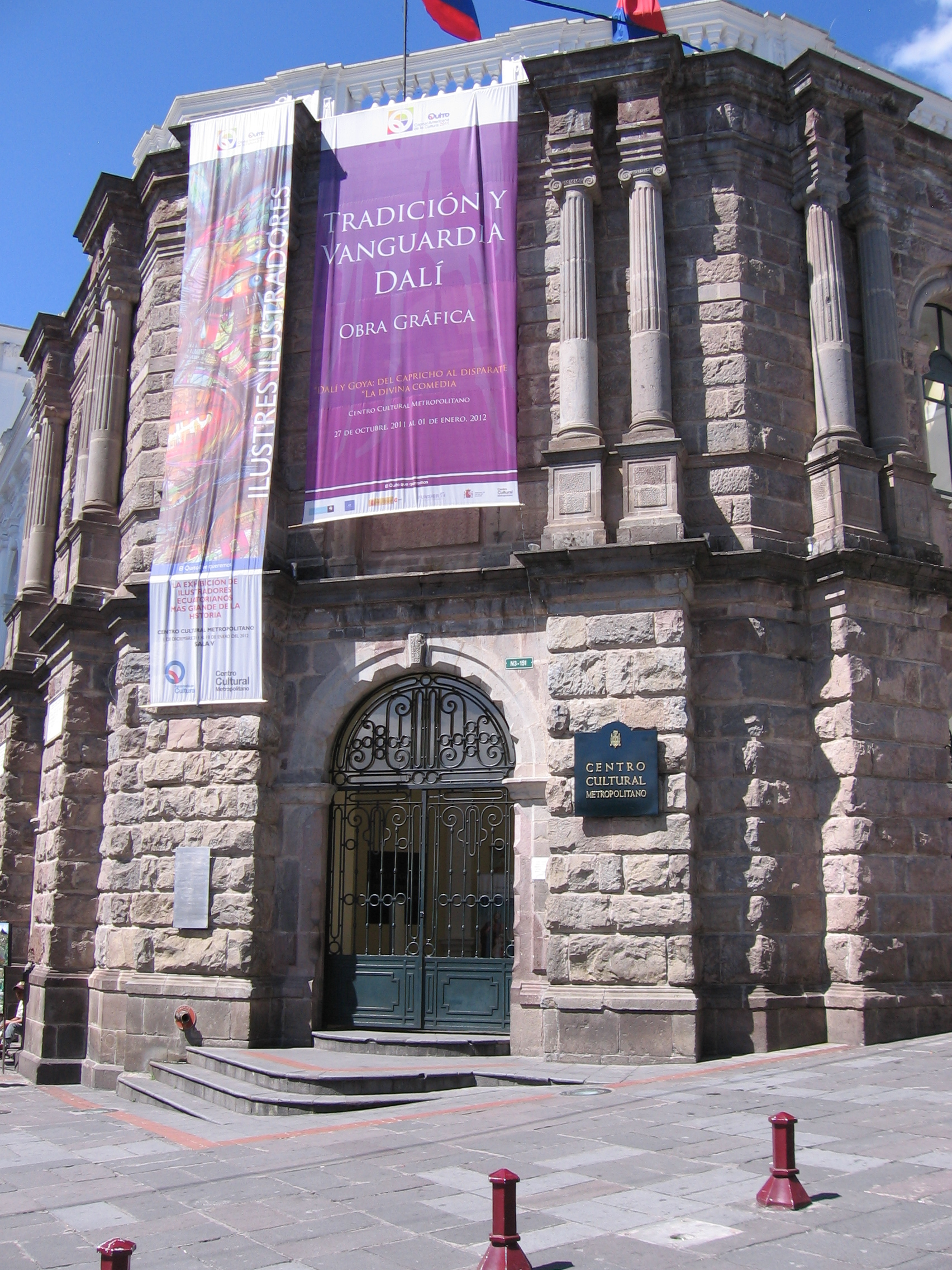
Centro Cultural Metropolitano.

El Centro Cultural Metropolitano es una de las más importantes instituciones culturales de la ciudad. Adscrita a la Secretaría de Cultura del Municipio de Quito, administra el Centro Cultural Metropolitano en sí mismo, integrado por el Museo Alberto Mena Caamaño y la Biblioteca Federico González Suárez; el Centro Cultural Itchimbía, destinado principalmente a la realización de exposiciones temáticas y artísticas; y la Casa de Artes La Ronda, destinada a exposiciones de artistas emergentes y de mediana trayectoria.
El edificio que ocupa la institución fue la Universidad San Gregorio Magno, regentada por los jesuitas entre 1622 y 1767. Se convirtió en la Real Universidad Pública Santo Tomás de Aquino, regentada por la corona española entre 1767 y 1826. Finalmente, durante la época republicana fue ocupada por la Universidad Central del Ecuador, que en 1945 se traslada a la ciudadela universitaria de Miraflores, y el Congreso Nacional, que le confirió su aspecto palaciego actual tras una exhaustiva renovación que tuvo lugar entre 1914 y 1930. El edificio pasa a manos del Municipio de Quito, que lo convierte en su sede provisional entre 1970 y 1994, luego de lo cual se traslada al nuevo Palacio Municipal, dejando el edificio para fines culturales y museísticos.

#### Museo de la Ciudad

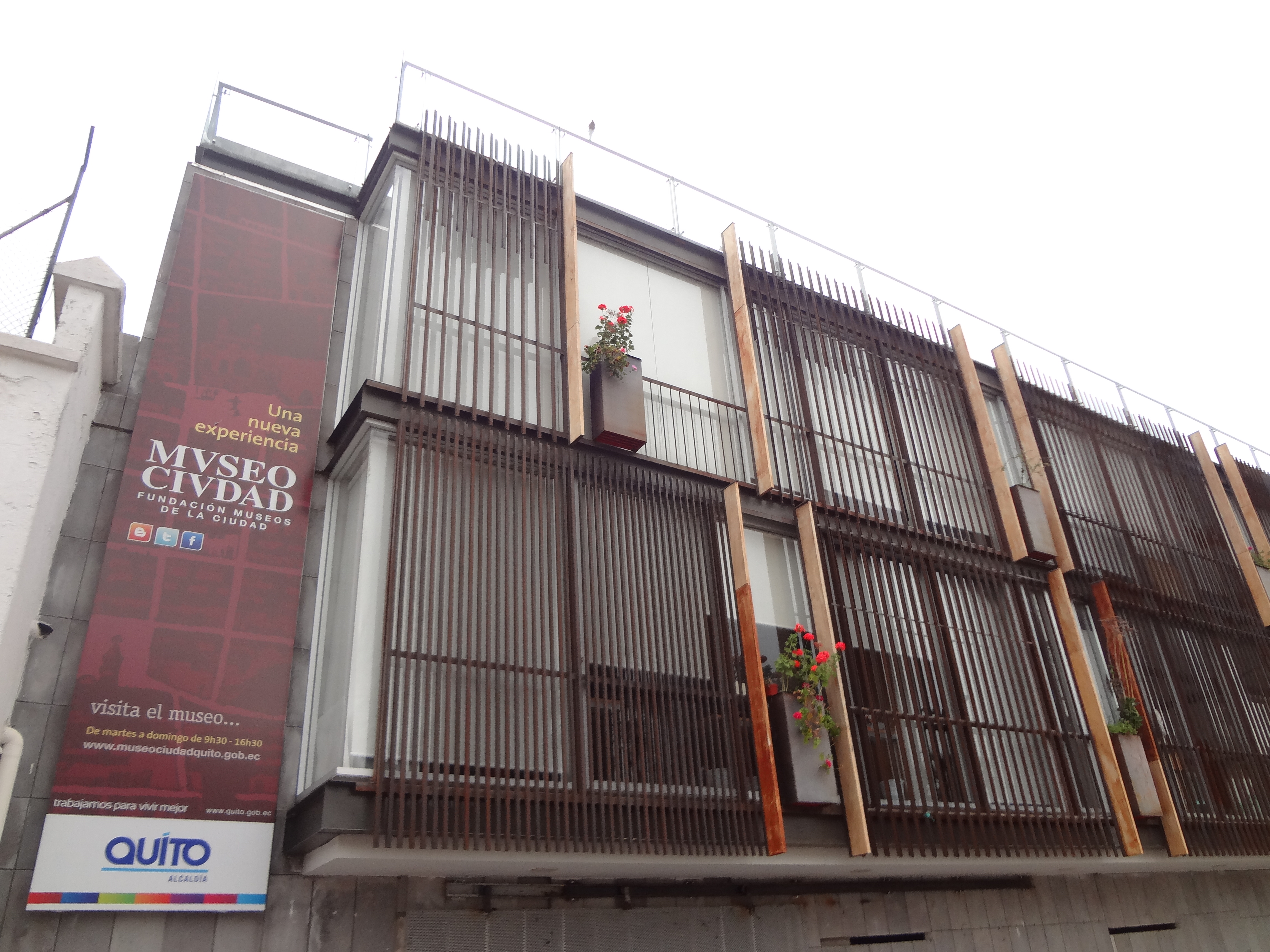
Museo de la Ciudad.

El Museo de la Ciudad de Quito (Museo de la Ciudad) abrió sus puertas en julio de 1998 en un edificio que fue históricamente activo desde 1565. En el siglo XVI el hospital proporciona alojamiento para la muerte en espera de enfermos y también para los viajeros. Después de los Hermanos Betlemitas adquirió el hospital alrededor de 1700, añadieron un médico, capellán, iglesia, farmacia, huerta y dos fuentes de agua dulce.
Una capilla ricamente decorada, que cuenta con nueve altares espléndidamente tallados representativos de la Escuela Quiteña. Algunos de los sculpures en la Iglesia son de la mejor calidad representada por la Escuela Quiteña.
Una vista desde el patio interior del Museo de la Ciudad, Quito.
El primer médico ecuatoriano, Eugenio de Santa Cruz y Espejo, nació en el hospital en 1747 y más tarde practica allí. La Facultad de Medicina y una sala de conferencias se añadieron en 1826. Científicos franceses vinieron a dar clases en el hospital en 1872.
Las habitaciones de las características científicos franceses y alemanes del siglo XVIII que estudiaron la ubicación exacta de la línea del Ecuador en los Andes y de la flora y fauna de la zona, vestidos de época, el rígido sistema de clases, una cocina típica y un ambiente donde las mujeres se sentaban en la moda árabe sobre alfombras y las almohadas para charlar, coser, bordar o fumar. La sala del siglo XIX muestra la influencia de los franceses, la lucha por la independencia de España y escenas de la vida cotidiana.

## Barrios del Centro Histórico (parroquia)
En términos de división política el Centro Histórico es denominado una parroquia del cantón Quito. Esta se encuentra constituida por los siguientes barrios:
- La Merced
- San Roque
- La Victoria
- San Diego
- González Suárez
- San Sebastián
- Panecillo
- San Blas
- La Tola
- San Marcos
- La Loma
- La Recoleta
- La Sena

## Ciclopaseo
El Ciclopaseo es un proyecto organizado por la organización local Ciclópolis como promoción del ciclismo urbano, transporte sostenible, y la construcción de la comunidad en la ciudad. Una ruta de 30 kilómetros que va de norte a sur de la urbe se cierra al tránsito rodado todos los domingos de 08:00 a 14:00 para dar prioridad a los ciclistas y peatones. El centro histórico de Quito es uno de los más importantes lugares de encuentro de esta actividad, donde se proporciona reparación de bicicletas y agua de manantial gratuita. Archivado el 30 de noviembre de 2011 en Wayback Machine.